# Inuit-Kultur

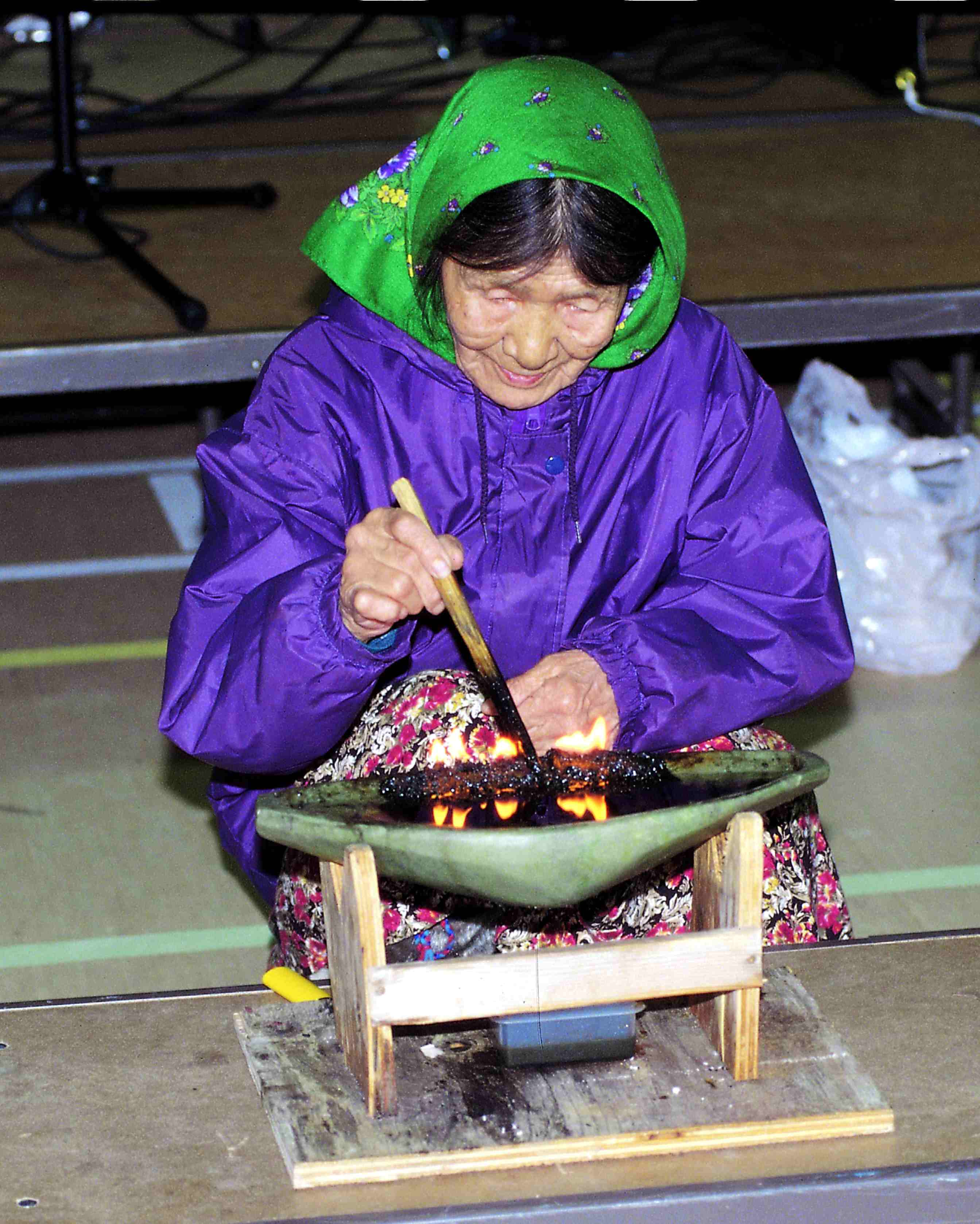
Qulliq – zur Feier der Errichtung des Nunavut-Territoriums am 1. April 1999 entzündet

Als Inuit (Inuktitut: „Menschen“) bezeichnen sich diejenigen Volksgruppen, die im arktischen Zentral- und Nordostkanada sowie in Grönland leben. Wissenschaftlich werden sie auch als Neo-Eskimos bezeichnet. Aussagen zur Kultur der Inuit beschränken sich dementsprechend im Wesentlichen auf diese Regionen; immer wieder ergeben sich dabei jedoch auch Parallelen zu anderen im hohen Norden lebenden Volksgruppen Sibiriens, die gewöhnlich als Eskimos bezeichnet werden.
Das traditionelle Leben der Inuit ist von extremen klimatischen Verhältnissen bestimmt, und ihre wesentlichen Ressourcen lagen im Jagen und Fallenstellen. Aufgrund der in nördlichen Breiten herrschenden Umweltbedingungen war Landwirtschaft, das heißt Ackerbau (Agrikultur) und Viehzucht, auf dem Millionen von Quadratkilometern umfassenden Gebiet der Tundren und eisigen Küsten des asiatischen Sibirien, des amerikanischen Nordens und Grönlands zu keiner Zeit möglich. Dementsprechend hat sich bei den Inuit der Zentral- und Ostarktis ein Lebensstil ausgeformt, in dem Jagd zum Kern von Kultur und Kulturgeschichte wurde. Und so spiegelt der Lebensalltag in den erst vor wenigen Jahrzehnten entstandenen modernen Inuit-Siedlungen nach wie vor die sich über Tausende von Jahren erstreckende Entwicklung einer typischen Jagdkultur wider, die es den Inuit und ihren Vorfahren ermöglichte, mit der Besiedlung der Arktis eine der außergewöhnlichsten menschlichen Leistungen zu erbringen.
In der Kultur der Inuit gibt es Erzählungen über frühere Menschen, die sie legendär als Tunit bezeichnen und die in der Forschung lange als Mythos galten. Neuere Forschungen bestätigen jedoch die Existenz einer als Paläo-Eskimo bezeichneten Bevölkerung, die vor rund 700 Jahren weitestgehend von den Inuit verdrängt wurde und ausstarb. Man nimmt heute an, dass der Kontakt zu den Inuit oder sogar zu den Wikingern Krankheiten übertrug und so ihr Aussterben beschleunigte. Die letzten Nachfahren dieser Tunit, die man als Sallirmiut („Menschen von Salliq“) bezeichnete, lebten auf Southampton Island (Inuktitut: Salliq), einer großen Insel am Nordrand der Hudson Bay und der benachbarten Insel Coats Island bis weit in die Neuzeit. Sie starben an einer von Walfängern eingeschleppten Magen-und-Darm-Infektion im Jahr 1903. 64 Kilometer südöstlich der Siedlung Coral Harbour sind noch Reste einer Camp-Region der Sallirmiut erhalten.

## Kulturgeschichtlicher Überblick

### Prä-Dorset-Kultur der Frühzeit (3000 bis 500 v. Chr.)
Die archäologische Forschung sieht als gesichert an, dass sich die Vorfahren der um 1300 n. Chr. ausgestorbenen Eskimos ursprünglich im Gebiet um Tschukotka und die Beringstraße, die Amerika und Asien trennt, entwickelt haben und somit lange nach den ersten Indianern auf den amerikanischen Kontinent einwanderten. Aus Überresten ehemaliger Lagerstätten lässt sich ableiten, dass diese „Paläo-Eskimos“ um circa 3000 v. Chr. die Beringstraße – vermutlich auf dem Wintereis – wie auch die Aleuten-Inseln überquerten. Aus dieser als Prä-Dorset bezeichneten Kultur gingen sowohl die weiter nordöstlich lebende Independence-I wie auch die Saqqaq-Kultur hervor, die regionale Unterschiede ausbildeten. Eine teilweise Vermischung mit älteren Ureinwohnern (Indianern) ist in einigen Küstengruppen durchaus nachweisbar. Archäologische Funde lassen ferner darauf schließen, dass die Paläo-Eskimos offensichtlich recht unvermittelt um etwa 2300 v. Chr., als das arktische Klima um einige Grade wärmer als heute war, vom Südwesten Alaskas in die kanadische Hohe Arktis bis zum Nordosten Grönlands in die Gegend des Independence Fjords vordrangen und dort, den jagdbaren Tieren folgend, als Nomaden lebten.
Neuste Forschungen deuten darauf hin, dass Prä-Dorset Menschen erneut die Beringsee überquerten und etwa 1000 Jahre auf der Halbinsel Tschukotka lebten, wo sie sich mit den dortigen paläosibirischen Völkern vermischten, bevor sie sich kulturell weiterentwickelt erneut über die Beringsee wagten.
So folgten vor rund 1500 Jahren eine neue Besiedlungswelle – die Vorfahren der heutigen Inuit, deren Spuren bis auf die aus Sibirien stammende Birnirk-Kultur in Far North (um Nome herum, Südl. Alaska) zurückgehen.
Paläo-Eskimos und Inuit unterscheiden sich sowohl genetisch als auch in ihrer Kultur, zum Beispiel der Jagdtechnik, wesentlich. Anthropologische und genetische Forschungen der Universität Kopenhagen weisen auf eine seit 4000 Jahren stark isolierte DNA, was nahelegt, dass die Paläo-Eskimos aus kulturellen Gründen keine Ehe mit Inuit eingingen. Dieser Umstand überraschte die Wissenschaftler um Eske Willerslev und die Molekularbiologin Maanasa Raghavan. Der letzte genetische Kontakt fand also während der Zeit der Einwanderung womöglich noch in Sibirien statt.
Die Einwanderungswellen der wesentlich älteren Prä-Dorset-Independence-Saqqaq-Kultur und der viel jüngeren Thule-Birnirk-Kultur sind daher klar unterscheidbar. Die modernen Inuit sind damit keine direkten Nachfahren der Paläo-Eskimos.
Spekulationen über eine Vermischung von Wikingern am Ende der Dorset-Kultur stützen sich auf Legenden der Inuit, welche die Tunit als ältere und jüngere Gruppe darstellen. Zeitlich ist ein Aufeinandertreffen von Wikingern und der Dorset-Kultur möglich, dies ist jedoch eine Auslegung der Mythen und genetisch bisher nicht nachgewiesen.

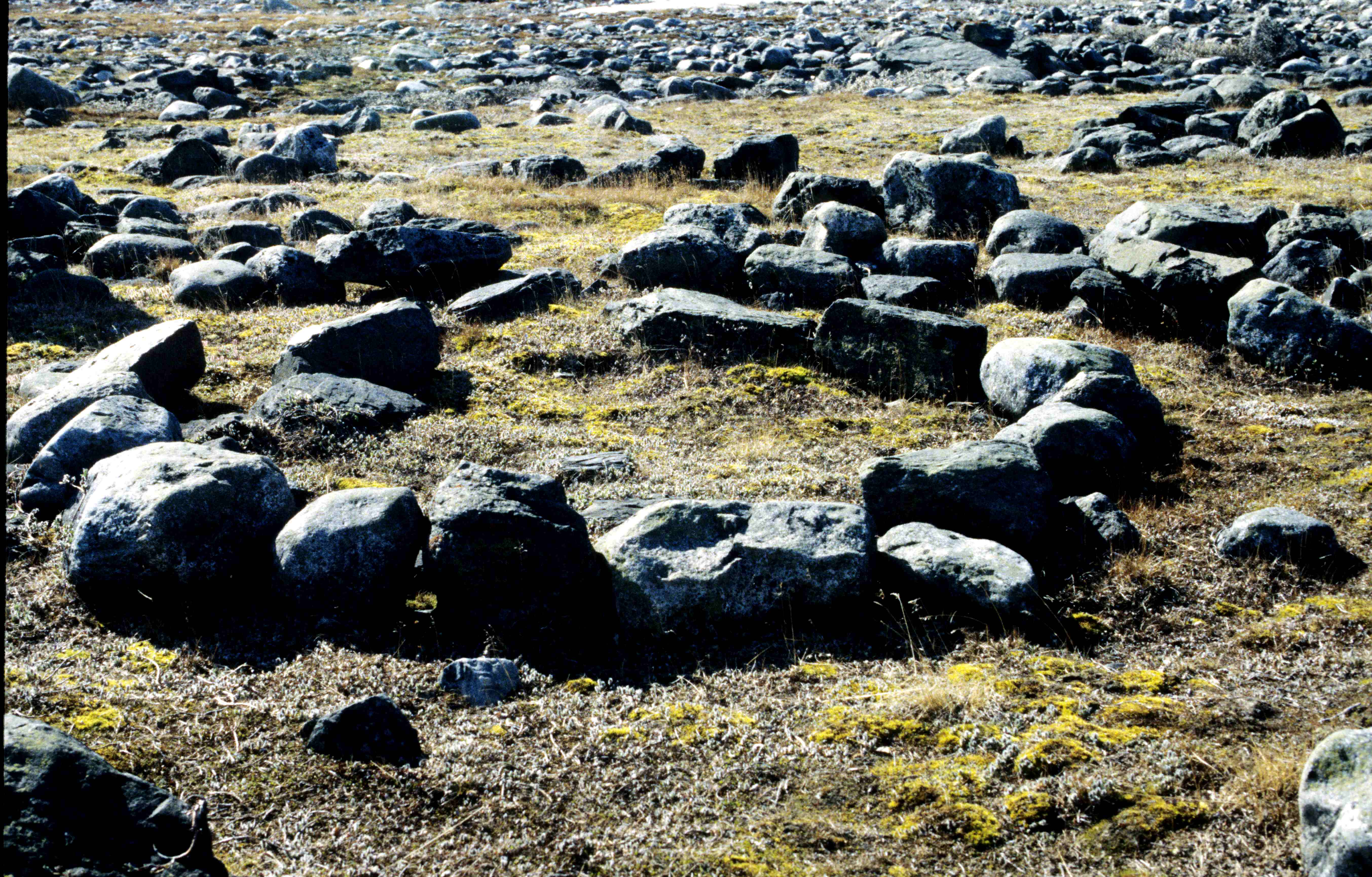
Zeltring aus der Thule-Zeit am Fluss Meliadine (bei Rankin Inlet)

Damit setzten sich auf den Inseln des kanadischen Archipels und im nördlichen Teil des Festlands sowie in Nordgrönland Paläo-Eskimos fest, die man wissenschaftlich dem Kulturkreis der Prä-Dorset-Eskimos (2500 bis 500 v. Chr.) zurechnet. Die Bezeichnungen „Prä-Dorset“ und „Dorset“ leiten sich vom Namen der Insel und Siedlung Cape Dorset (heute Kinngait) ab, nachdem der Anthropologe Diamond Jenness dort 1925 Überreste einer bis dahin unbekannten Kultur auffinden konnte und sie seither als „Dorset-Kultur“ bezeichnete.
Die Paläo-Eskimos mussten unter wesentlich schwierigeren Bedingungen als ihre Nachkommen auskommen: ohne Boote, ohne Harpunierausrüstung, vermutlich ohne Schlittenhunde als Zug- und Lasttiere, ohne stabilere Behausungen als fellbedeckte Zelte, ohne andere Wärmequellen als kleine Feuerstellen mit wenig geeignetem Brennmaterial. In der zentralen kanadischen Arktis lebten die Prä-Dorset-Eskimos überwiegend von der Jagd mit dem Speer und vom Fischfang in Flüssen und Seen mit widerhakigen Fanggeräten. Im engeren Küstenbereich lebende Volksgruppen jagten Robben, Walrosse und kleinere Wale mit Handharpunen, die sie von der Küste oder vom Meereseis aus schleuderten. Am Kap Krusenstern an der Westküste Alaskas wurde eine vom Beginn der Besiedlung bis in das 20. Jahrhundert über fast 5000 Jahre andauernde Siedlungskontinuität nachgewiesen. Die archäologische Untersuchung der Funde erlaubt wesentliche Einblicke in die Kultur der Bewohner.

#### Independence-I-Kultur (2300 bis 1500 v. Chr.)
Nach den am Independence Fjord gefundenen Spuren einer größeren Siedlung wird die Kultur dieser den Paläo-Eskimos zugehörigen Menschen als Independence I bezeichnet. Ihre Behausungen zeigten einen elliptischen Grundriss und verfügten über eine zentrale, aus senkrecht aufgestellten Steinplatten errichtete Feuerstelle, die mit Treibholz, Knochen, Moschusochsenexkrementen, Moos und dem mageren Holzwerk niedriger arktischer Weiden bestückt wurde. Ungeklärt ist noch, ob Feuer mit Hilfe von Feuerstein entzündet wurde oder durch das Drillen und Aneinanderreiben von Weidenstöcken mit Hilfe von Sehnen, wie dies Jahrhunderte später üblich wurde. Auch der Mittelgang der Behausungen, zu dessen beiden Seiten sich die Schlaf- und Liegestätten befanden, bestand aus aufrechten Steinplatten. Das Dach wurde vermutlich aus Moschusochsenfellen mit Treibholzstreben und Weidengezweig hergestellt.
Zur Nahrungsbeschaffung wurden offenbar Robben, Moschusochsen, Polarhasen, Polarfüchse, Schneehühner, verschiedene Gänse-, Enten- und Möwenarten gejagt und Seesaiblinge harpuniert. Als Werkzeugmaterialien dienten Knochen und Stein (Flint), woraus unter anderem Nadeln, Schaber, Stichel, Pfeil- und Lanzenspitzen gefertigt wurden. Um etwa 1500 v. Chr. erlosch die Independence-I-Kultur, die Ursache des Verschwindens ist bislang unklar.

#### Saqqaq-Kultur (2400 bis 900 v. Chr.)

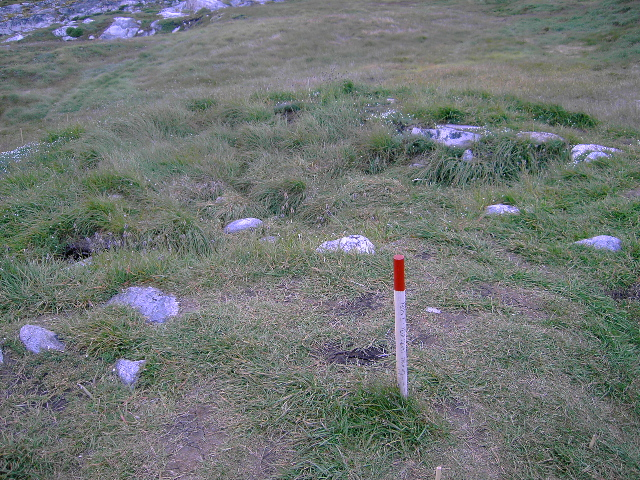
Jagdplatz der Saqqaq-Eskimo-Kultur an der Diskobucht

Im Westen und im südlichen Teil der Ostküste von Grönland entwickelte sich um etwa 2400 v. Chr. die etwa 1500 Jahre währende Saqqaq-Kultur. Ihr Zentrum lag an der Disko-Bucht nahe dem Ort Saqqaq, der der Kultur den Namen gab, und erstreckte sich entlang der Fjorde und Küsten. Die Kultur der Saqqaq-Menschen weist Ähnlichkeit mit der in der kanadischen Arktis als „Prä-Dorset“ bezeichneten Kultur auf, die sich etwa gleichzeitig entwickelte. Daher wird vermutet, die Menschen der Saqqaq-Kultur seien weit im Norden über die Ellesmere-Insel nach Grönland eingewandert und dann weiter nach Süden gezogen; allerdings wird wissenschaftlich auch erwogen, die Saqqaq-Kultur könnte aus der Independence-I-Kultur hervorgegangen sein.
Ein Forschungsteam der Humangenetiker Eske Willerslev und M. Thomas P. Gilbert von der Universität Kopenhagen entdeckte beim Untersuchen der von mütterlicher Seite weitergegebenen Mitochondrien im Haarbüschel eines vor etwa 4000 Jahren im Westen der Insel Grönland lebenden männlichen Angehörigen der frühen Saqqaq-Kultur den seltenen genetischen Marker D2a1. Ein Datenabgleich ergab, dass dieser Marker heute offenbar nur noch bei einer Gruppe von Menschen in östlichen Teilen Sibiriens und auf den Aleuten nachzuweisen ist, die andere Gebiete in der Arktis besiedelt hat. Obwohl es sich nur um ein einziges Fallbeispiel handelt, leiten sich hieraus möglicherweise zusätzliche Aspekte zur ersten Besiedlung Grönlands ab. So vermuten die Forscher, dass Menschen der Saqqaq-Kultur zunächst aus dem Osten Sibiriens über die Aleuten nach Alaska vordrangen und von dort weiter bis nach Grönland zogen.
Von wissenschaftlichem Interesse ist dabei auch die Feststellung, dass der Marker D2a1 weder im Erbgut von Indianern noch in dem der Menschen der Thule-Kultur und der von diesen abstammenden heutigen Inuit nachweisbar ist. Weitere Erkenntnisse darüber, woher die väterliche Linie bei der frühesten Immigration nach Grönland kam, erhoffen die Forscher sich aus der noch ausstehenden Aufschlüsselung des Kerngenoms des Haarbüschels und damit des Gewinns eines ersten vollständigen Bildes des genetischen Materials einer ausgestorbenen Menschengruppe, wobei sich durchaus herausstellen könnte, dass die väterliche Linie von einem völlig anderen Ort stammt.
Hauptnahrungsquelle dieser Küstenbewohner waren Meeressäuger. Ein Wohnrelikt an der südlichen Disko-Bucht, das aus der Zeit von etwa 2400 bis 1400 v. Chr. stammen dürfte, enthielt zahlreiche Gegenstände aus Serpentinit (Stichel, Schaber, Messerklingen und Pfeilspitzen) und organischem Material (hölzerne Pfeil- und Lanzenschäfte, Schöpfkellen und Messergriffe). Außer diesen Werkzeugen fanden sich auch Knochen verschiedener Robben- und kleiner Walarten sowie von Eisfüchsen, Fischen und Vögeln.
Ähnlich den Behausungen der Independence-I-Kultur hatten die der Saqqaq-Kultur eine zentrale Feuerstelle und einen steinernen Mittelgang. Offenbar kannten die Menschen der Saqqaq-Kultur bereits steinerne Tranlampen als Licht- und Wärmequelle. Als sich das Klima um 1000 v. Chr. merklich abkühlte, verschwand auch die Saqqaq-Kultur ähnlich wie die Independence-I-Kultur.

#### Independence-II-Kultur (1400 bis 400 v. Chr.)
Der Norden Grönlands war aus klimatischen Gründen vermutlich rund 500 Jahre lang nicht besiedelt gewesen. Man nimmt heute jedoch an, dass noch vor dem Verschwinden der südgrönländischen Saqqaq-Kultur Menschen aus dem kanadischen Archipel dorthin einwanderten, deren Kultur, archäologisch gesehen, merkliche Entwicklungsfortschritte aufwies. Sie wird als Independence-II-Kultur bezeichnet und dürfte sich aus der in Kanada nachgewiesenen Prä-Dorset-Kultur entwickelt haben. Möglicherweise kamen diese Menschen in engen Kontakt mit der Saqqaq-Kultur.
Das Verbreitungsgebiet der Independence-II-Menschen entsprach im Wesentlichen dem der Independence-I-Kultur. Die ältesten Funde werden auf 1400 v. Chr. datiert, die jüngsten auf etwa 400 v. Chr. Wissenschaftlich nicht gesichert ist bislang allerdings, ob auch der äußerste Norden Grönlands in diesen 1.000 Jahren besiedelt war, da nur etwa zehn Wohnplätze nachweisbar sind und sich die klimatischen Verhältnisse zu jener Zeit zunehmend verschlechterten (die wärmste Klimaphase der Independence-II-Periode entsprach etwa der kältesten Periode der Independence-I-Zeit). Die archäologische Forschung vermutet derzeit, Zeugnisse der Independence-II-Kultur seien wohl eher im noch wenig erforschten Nordostgrönland zu suchen und nicht im extremen Norden der Insel (bis etwa 83° n. Br.). Tatsächlich wurden 1987 Relikte einer größeren Independence-II-Ansiedlung auf der Île de France (vor Nordostgrönland, rund 78° n. Br.) entdeckt. Die Jäger der Independence-II-Kultur stellten den gleichen Tierarten nach wie die früherer Kulturen – der Robbe und dem Moschusochsen –, doch erstmals auch dem Walross. Die Behausungen aus der Zeit der Independence-II-Kultur ähneln denen der Independence-I-Kultur, nur waren sie wesentlich komplexer; bislang ließ sich auch kein Zusammenhang zwischen beiden Kulturen nachweisen. Independence-II-Werkzeuge erinnern vielmehr an die der Prä-Dorset- und auch der später entwickelten Dorset-Kultur.
Auch über den Verbleib der Independence-II-Menschen ist bislang nichts bekannt; eine Wanderung entlang der Ostküste Grönlands nach Süden und ein Aufgehen in der Dorset-Kultur gelten als möglich.

### Dorset-Kultur (500 v. Chr. bis 1000 n. Chr.)

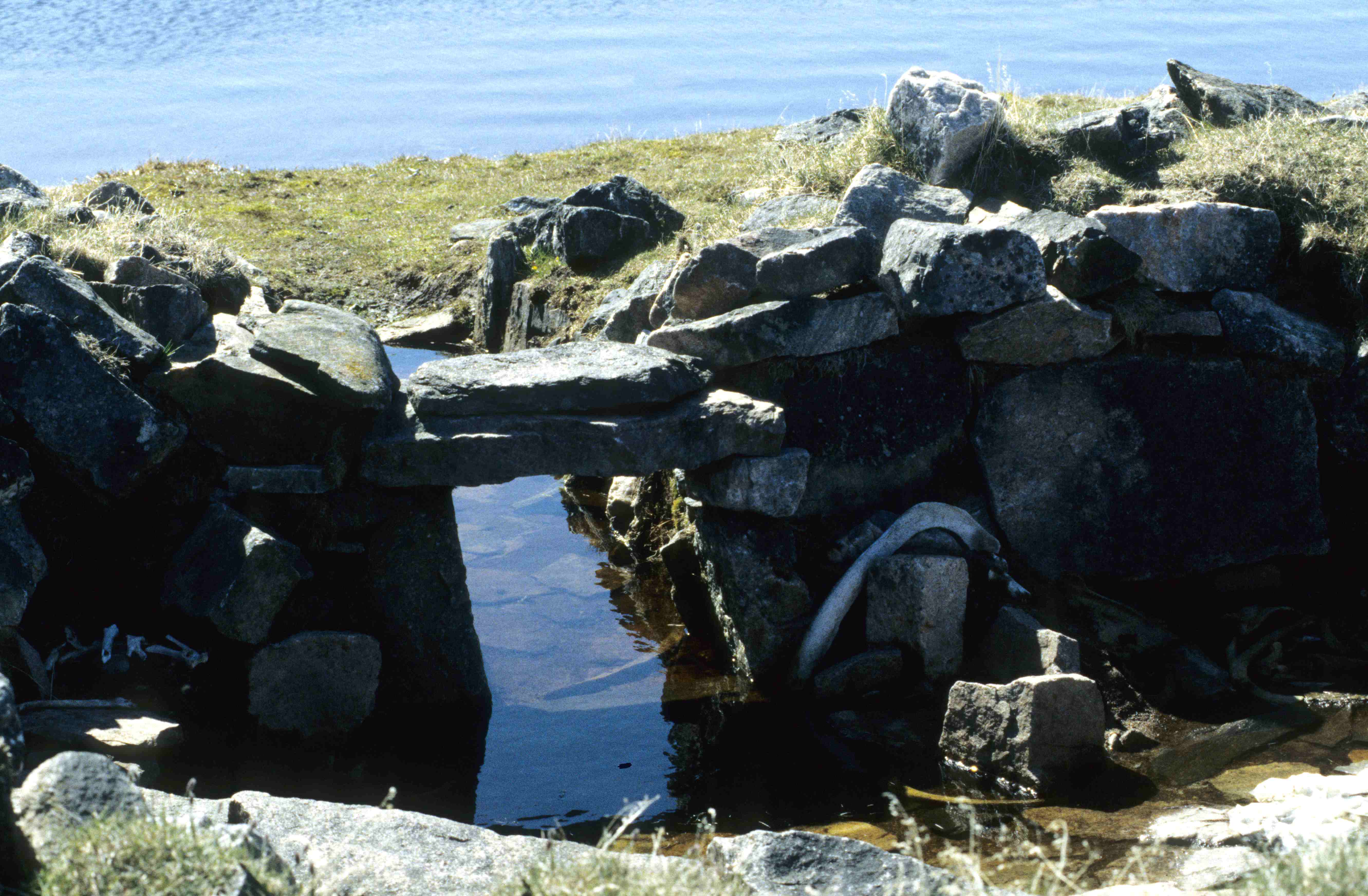
Thule-Relikte auf Mallikjuaq Island (bei Kinngait)

Aus der Zeit zwischen 500 v. Chr. und 500 n. Chr. liegen Nachweise einer bemerkenswerten technischen und kulturellen Weiterentwicklung der im Norden Kanadas und in Grönland lebenden Menschen des Dorset-Kulturkreises vor, einer heute als „Dorset I“ bezeichneten Kulturphase, wobei auch Ähnlichkeiten mit der Saqqaq-Kultur festzustellen sind, was auf eine Vermischung hindeutet. Die in überlieferten Mythen und Legenden als mächtige, in Steinhäusern lebende Menschen oder gar Riesen erwähnten Tunit (Einzahl: Tuniq), Tornit oder Tunirjuat sind vermutlich identisch mit den genannten Dorset-Menschen – wie wohl auch die Sallirmiut; sie gelten bei den heutigen Inuit zwar als dumm, jedoch auch als so stark, dass sie mühelos gewaltige Felsblöcke versetzen und tonnenschwere Walrosse heimschleppen konnten. Dies entspricht durchaus den Lebensgewohnheiten paläosibirischer Völker, die Meeressäuger jagten.
Ihre Jagdmethoden waren wesentlich verbessert. Vermutlich erfanden sie das Schneehaus, Iglu. Als festes Winterdomizil diente ihnen eine halbunterirdische Behausung mit Wänden aus Felsbrocken und Grasstücken, Vorläufer des später üblichen Qarmaqs (Grassodenhaus). Licht und Wärme spendete ihnen eine kleine Lampe aus Steatit (Speckstein), in der sich Öl entzünden ließ, das Qulliq.
Bemerkenswert ist, dass sich die Dorset-Kultur mit ihren stilistischen Merkmalen zwischen 500 und 1000 n. Chr., der Zeitspanne der als „Dorset II“ bezeichneten Kulturphase, auf einem Gebiet von der Victoria-Insel im Westen bis Grönland im Norden und Neufundland im Osten ausbreitete, was auf eine intensive Kommunikation über Tausende von Kilometern hinweist. Dazu beigetragen haben dürfte eine Klimaerwärmung in jener Zeit, die ein Siedeln im ganzen Norden, also auch in hocharktischen Regionen, ermöglichte (Wikinger auf Grönland). Auf Grönland wurden im Vergleich mit der Ellesmere-Insel nur kleinere Dorset-Siedlungen nachgewiesen.

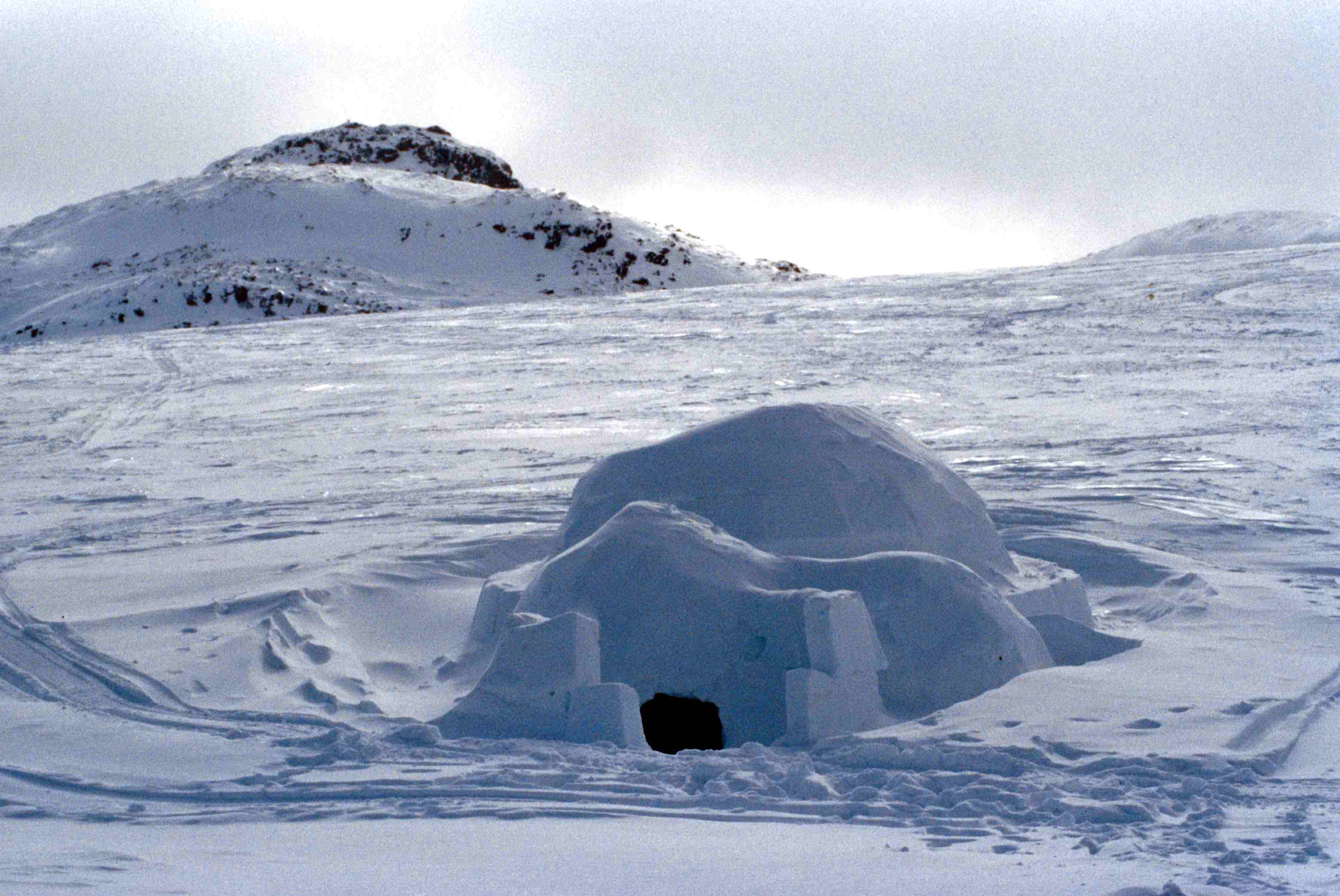
Iglu

Die Menschen der Dorset-II-Kultur lebten vor allem von Meeressäugern. Als Werkzeugmaterial wurde vor allem Flint, gelegentlich aber auch je nach Vorkommen kalt gehämmertes Meteoriteneisen für Klingen und Waffenspitzen verwendet.
Schon aus der frühen Dorset-I-Periode liegen geschnitzte Darstellungen von Menschen und Tieren als Nachweis künstlerischer Aktivität vor; in der späteren Dorset-II-Zeit nimmt solche künstlerische Tätigkeit deutlich zu. Menschliche Masken, die Gestaltung von Tieren (vor allem von Bären und Vögeln), aber auch geschnitzte Amulette lassen vermuten, dass diese Kunst vor allem schamanischen, magischen oder auch jägerischen Ritualen diente. Vermutlich resultiert dieser kulturelle Schub aus sozioökonomischem Druck, dem die Dorset-Eskimos ausgesetzt waren. Solch die Kultur fördernder Druck konnte sowohl durch die zu jener Zeit erfolgende klimatische Erwärmung und dadurch bedingte Veränderung der traditionellen Jagdbedingungen vom Eis aus als auch durch das Eindringen neuer Volksgruppen in angestammte Gebiete entstanden sein. Ungewöhnlich sind derartige Vermutungen nicht: Soziale und ökonomische Belastungen und Nöte suchen nicht selten Ventile in spirituellen, also transzendentalen Bereichen und fördern dabei die Entwicklung künstlerischer Ausdrucksformen.

### Thule-Kultur (1000 bis 1800)

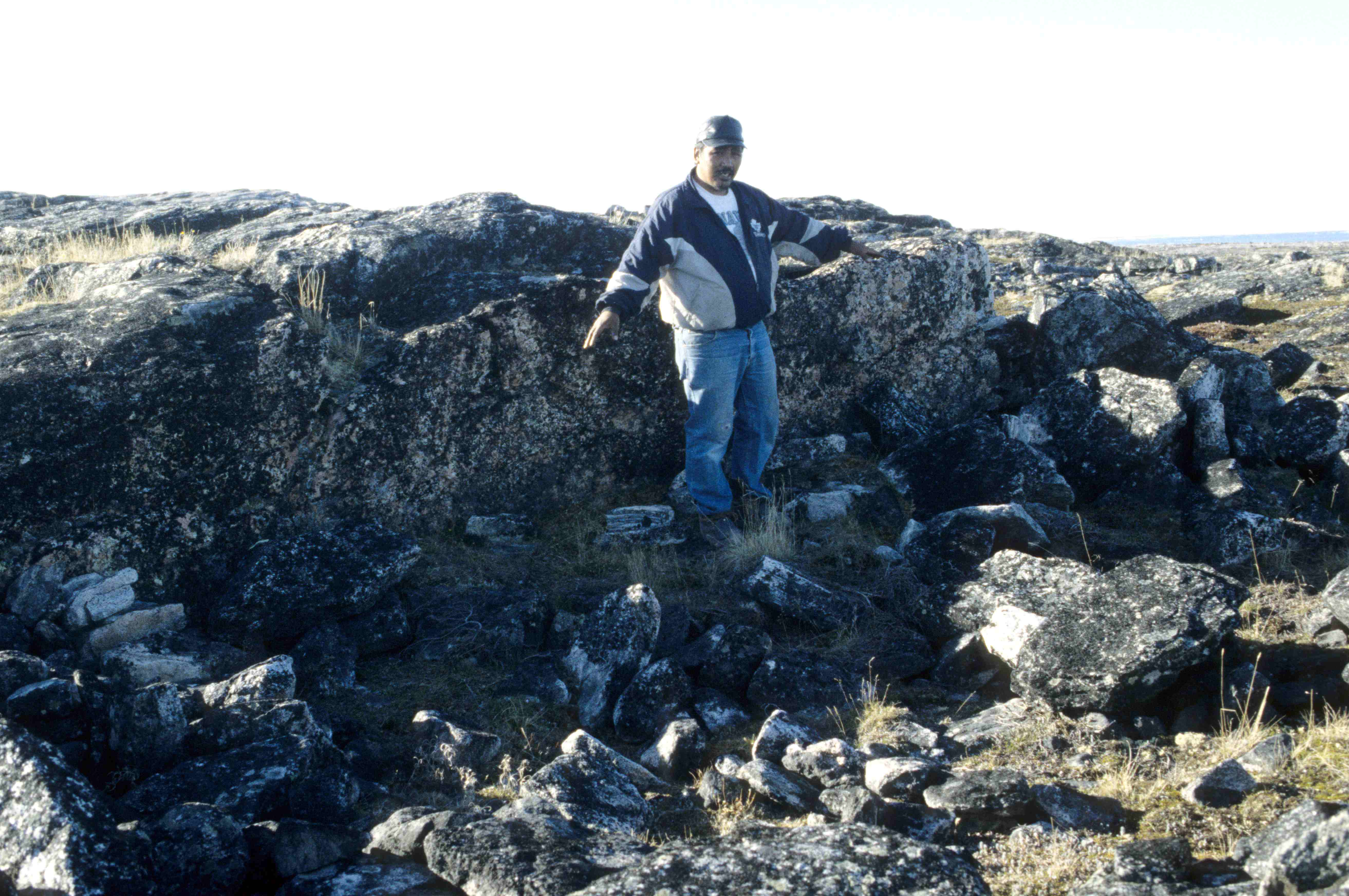
Ein Inuk erklärt Thule-Siedlungsrelikte (Chesterfield Inlet)

In Alaska, der Urheimat der Saqqaq-Kultur der Prä-Dorset-Menschen, war die Entwicklung in den 3.000 Jahren zwischen 2000 v. Chr. und 1000 n. Chr. deutlich weiter fortgeschritten als die der Dorset-Menschen, zumal dort ein weniger extremes Klima als im Nordosten des amerikanischen Kontinents herrschte. Vermutlich gab es auch einen kulturellen Austausch mit paläosibirischen Völkern jenseits der Beringsee, die ihrerseits von den Fortschritten in Ostasien nicht unberührt blieben.

#### Technische und kulturelle Weiterentwicklung
Bei den verschiedenen Völkern an der amerikanischen Nordwestküste wurden ganz neue Techniken für die Jagd und den Fischfang entwickelt – Erfindungen, die auch den Lebensstil der dort verbliebenen Verwandten der Dorset-Eskimos wesentlich beeinflussten und grundlegend veränderten. Hautbespannte Boote wie der Einmann-Kajak (Inuktitut: Qajaq) und der bis zu 20 Personen aufnehmende Umiaq (plur. Umiat) – ein großes, meist von Frauen benutztes Boot –, neuartige Lanzen und mit Gewichten und Schwimmern ausgestattete Harpunen eröffneten erfolgreichere Jagdmöglichkeiten, vor allem auch auf Wale, die wertvolle Nahrung (unter anderem an Vitamin C reiche Walhaut mit Schwarte, Maktaaq) und ein erweitertes Rohstoffspektrum (Walknochen und Häute als Baumaterialien, Walöl als Heizmittel) lieferten. Hundeschlitten (Inuktitut: Qamutik, plur. Qamutinik) begünstigten das Reisen und den Transport in den Wintermonaten. Verbesserte Wohnformen in winterfesten Behausungen mit Eingangstunneln als Kältefalle förderten das Entstehen neuartigen sozialen Zusammenlebens und setzten rituelle, religiöse und künstlerische Impulse.

#### Wanderungswelle der „Neo-Eskimos“
Eine Klimaerwärmung im amerikanischen Norden in den Jahrhunderten um 1000 n. Chr. (wie auch in Europa, wo sich ein „mittelalterliches Wärmeoptimum“ ausbildete) veränderte die Lebensbedingungen in der Arktis und zog wahrscheinlich eine Einwanderung mit verstärktem Bevölkerungswachstum nach sich. Vermutlich war diese Entwicklung verbunden mit dem Weiterzug der Jagdbeute – zum Beispiel Moschusochsen und Karibus, die mit Pfeil und Bogen bejagt wurden, sowie in den höheren Breitengraden Grönlandwale, Narwale und Robben. Ebenso war wohl die Suche nach Eisen aus Meteoriten ausschlaggebend für die Wanderung von „Neo-Eskimos“ aus Alaska in den Norden Kanadas und nach Grönland. In der 2. Expansion drangen einige Gruppen auch nach Süden vor und ließen sich an der Hudson Bay nieder.
Wie aus Inuit-Mythen hervorzugehen scheint, wurden die in jenen Gebieten ansässigen Paläo-Menschen des Dorset-Kulturkreises von den technisch überlegenen Neo-Eskimos verdrängt, oder aber sie starben durch unbekannte Umstände aus. Gegen 1000 erlosch die Dorset-Kultur in kurzer Zeit fast in der ganzen Arktis. Nur wenige Jahrhunderte länger hielt sie sich noch im Norden Labradors und in der Ungava-Region (bis etwa 1300); die an der Südküste der Southampton-Insel und den beiden ihr vorgelagerten Inseln Coats Island und Walrus Island bis Anfang des 20. Jahrhunderts sehr isoliert lebenden Sallirmiut dürften die letzten Nachfahren der Dorset-Menschen gewesen sein.

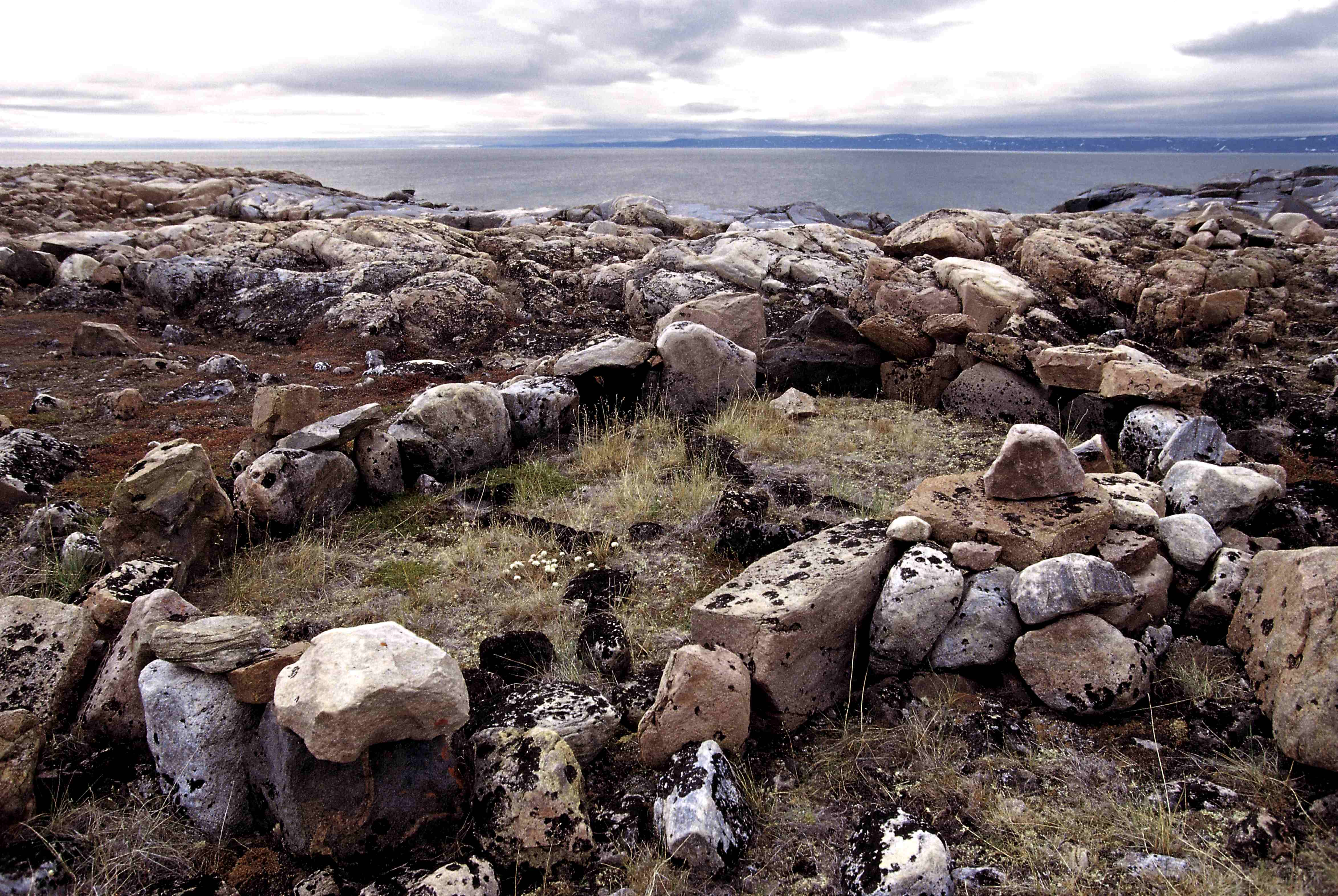
Relikte eines Thule-Qarmaqs (Ukkusiksalik-Nationalpark)

Die zweite Welle sind die direkten Vorfahren der heutigen Inuit. Ihre nachweislich rund um die Beringstraße entstandene, von etwa 1000 bis 1800 währende Kultur erhielt die Bezeichnung Thule-Kultur, nachdem entsprechende Siedlungsrelikte erstmals in der Gegend um Thule im nordwestlichen Grönland entdeckt wurden.
Eine Periode wärmeren Klimas zwischen 1000 und 1200 ermöglichte den Thule-Menschen lange Zeit das Beibehalten der aus ihrer Urheimat rund um die Beringstraße tradierten Lebens- und Verhaltensmuster – die Land- und Meerestierjagd und den Aufenthalt in dauerhaften Wintersiedlungen. Sie waren ausgezeichnete Waljäger, die außer dem kleineren Narwal und Weißwal auch den riesigen Grönlandwal zu erlegen wussten. Von diesen gewaltigen Meeressäugern gewannen die Thule-Eskimos Nahrung, Heiz- und Beleuchtungsöl und Ausgangsmaterialien für die Konstruktion von Booten, Häusern und Werkzeugen. Auch waren sie in der Lage, nicht zuletzt unter Nutzung ihrer Hundeschlitten, quer über Nordkanada mit seltenen Rohstoffen wie Eisen, Kupfer und Serpentin eine Art Handel zu treiben.

#### Thule-Behausungen

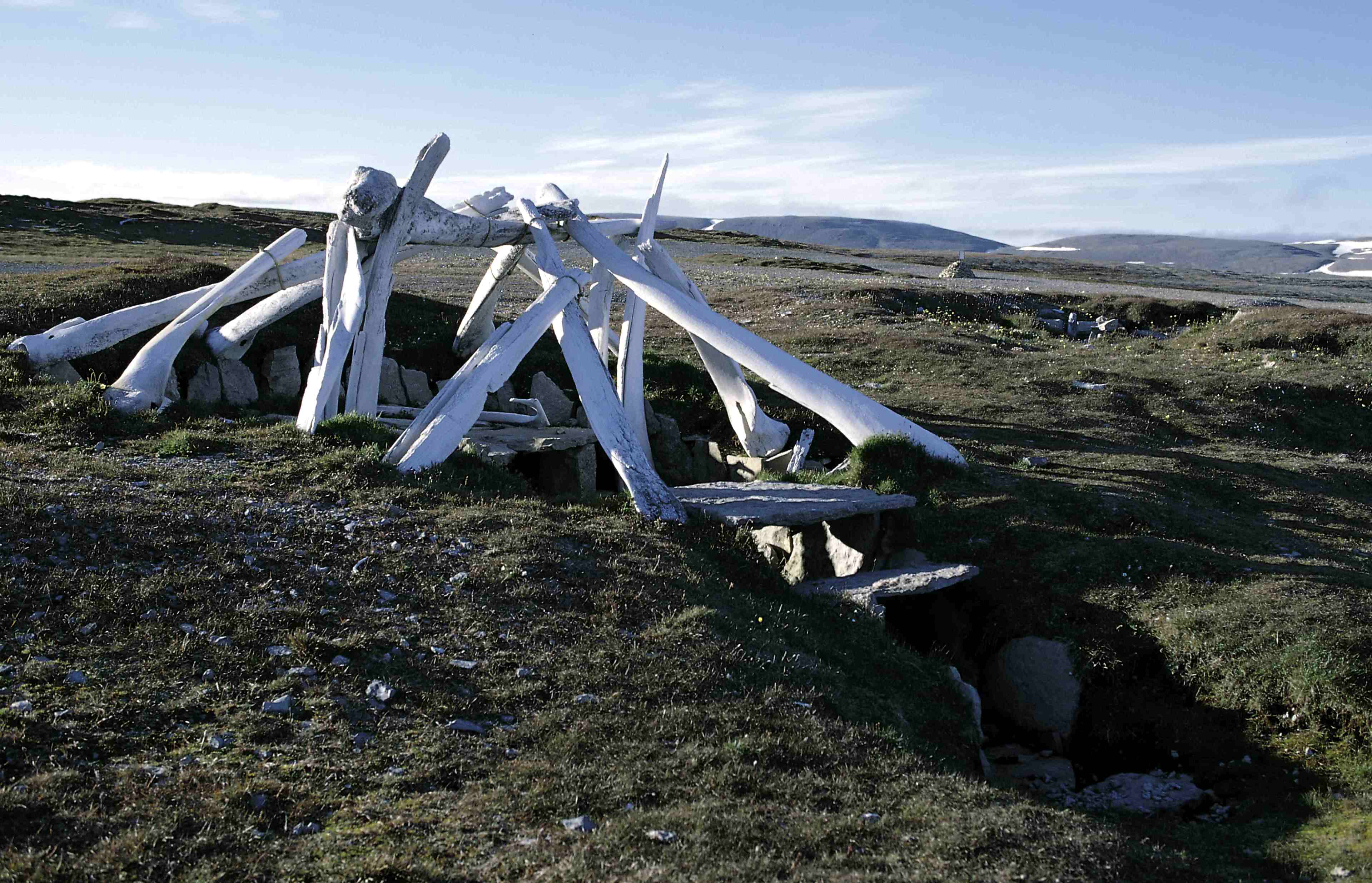
Qarmaq (mit rekonstruiertem Walknochengewölbe) nahe Resolute

Für den Bau eines typischen Thule-Hauses, eines „Qarmaq“, wurden große Rippenknochen von Walen als Rahmen zwischen Felsbrocken in den Tundraboden gesteckt und der Sockel mit Grasstücken bedeckt. Dann überspannte man den oberen Teil mit Tierhäuten und dichtete mit Gras- und Erdsoden ab; außen aufgebrachter Schnee verlieh noch zusätzliche Wärmedämmung. Als zusätzliche Behausung und als Reiseunterkunft dienten im Winter Iglus, im Sommer Zelte aus Tierhäuten.

#### Künstlerische Aktivitäten
Waren die künstlerischen Aktivitäten der Dorset-Menschen nahezu ausschließlich durch rituelle oder mythische Bräuche geprägt, so sind solche Impulse in der Thule-Kunst kaum nachweisbar. Die vielfältigen Funde von Gebrauchsgegenständen in ihren vom Eis konservierten Winterhäusern zeigen vor allem dekorative Elemente. In verhältnismäßig geringer Zahl entstanden auch kleine figürliche Schnitzarbeiten in Form von weiblichen Gestalten, Walen und Wasservögeln, zuweilen mit Frauenköpfen und -körpern.

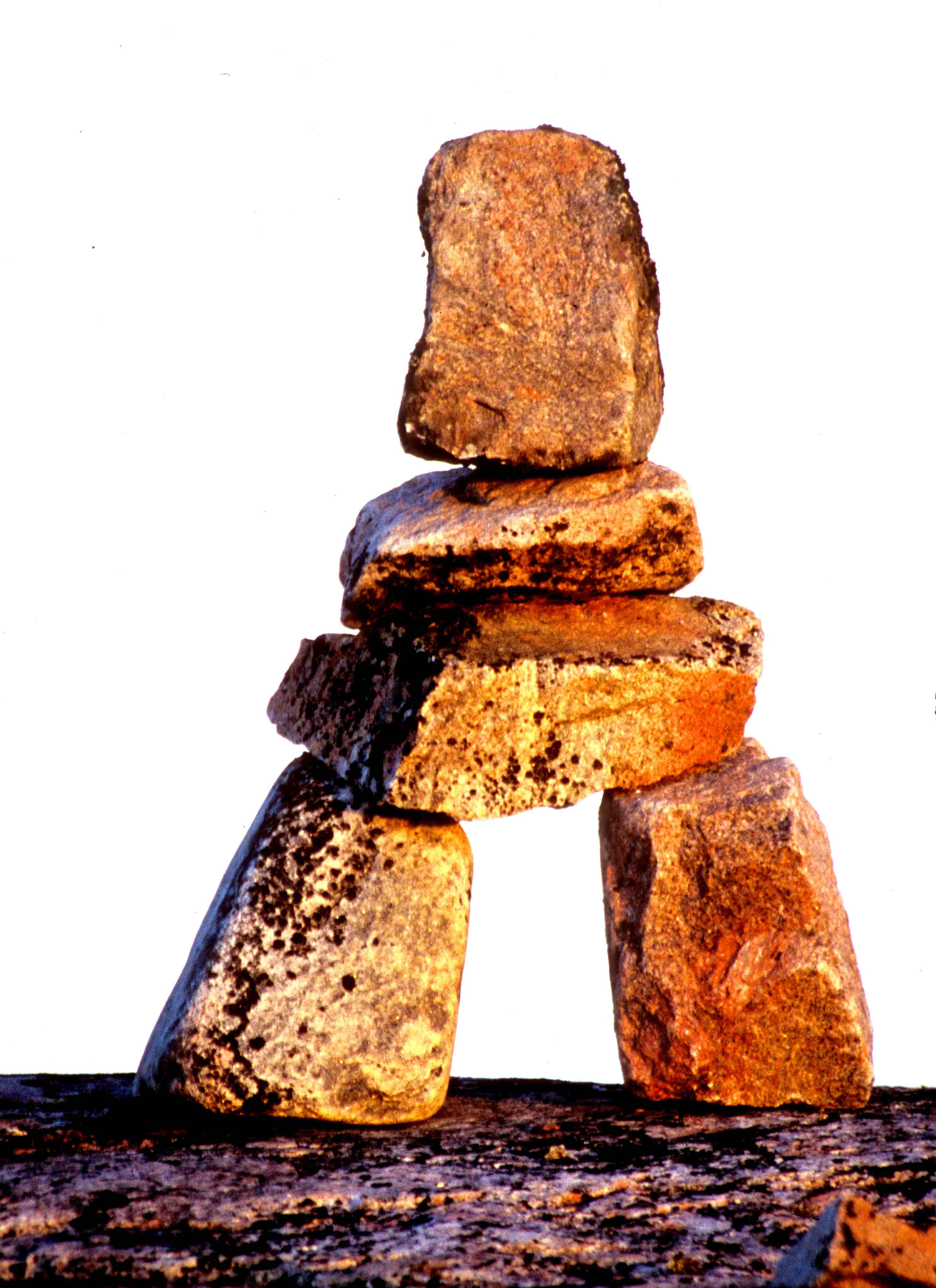
Inunnguaq, „wie eine menschliche Gestalt“ (Inuksuk)

Vor allem bei der künstlerischen Gestaltung von Bären lässt sich ein bemerkenswerter Unterschied zwischen Paläo- und Neo-Eskimos erkennen. In der Dorset-Kunst finden sich Bären ebenso in realistischer wie in stilisierter Darstellung, die heute als Amulette und Wiedergaben von geisterhaften Helfern gegen äußere Bedrohung interpretiert werden. Die Thule-Kunst dagegen beschränkte sich auf die Darstellung von Bärenköpfen zum Anbringen an Harpunenstricken; ob dies dekorativen oder funktionalen Zwecken diente, ist noch nicht geklärt (vermutlich gilt beides). Eckzähne von Bären dienten den Thule-Menschen als Amulette, Schmuck oder auch nur als Jagdtrophäen. Allgemein lässt sich aus den Zeugnissen der Thule-Kultur schließen, dass diese Menschen besser als ihre Vorgänger mit den Einflüssen ihres natürlichen Umfelds zurechtkamen und sogar Zeit und Muße fanden, Gegenstände des persönlichen Lebens künstlerisch zu verzieren. Für diese Art von Kunst war offensichtlich kein sozioökonomischer, die Kultur fördernder Druck notwendig.
Erwähnt seien auch die vielgestaltigen, in großer Zahl noch aus der Thule-Zeit stammenden Inuksuit, Landmarken „wie ein Mensch“, die zum Teil eine beeindruckende künstlerische Ausformung erfuhren. Derartige Steinmännchen sind auch aus der inneren Mongolei, Tibet und Sibirien bekannt und dienten Vorbeiziehenden nicht nur als Wegmarken, sondern gelegentlich auch als Kultobjekte zur Opferung verbunden mit dem Wunsch um erfolgreiche Reisen oder Jagden.

#### Übergangsphase (ab 1300)
Zu Beginn des 14. Jahrhunderts kühlte sich das Klima allmählich wieder ab, was sich vor allem auf dem kanadischen Archipel und entlang der mittleren Polarmeerküste des Festlands auswirkte und auch die Aufgabe der Wikingersiedlungen in Grönland verursachte. In der Zeit zwischen 1550 und 1850, der so genannten Kleinen Eiszeit, herrschten im Norden Amerikas (wie auch in Europa) wesentlich niedrigere Temperaturen als heute – mit einem kurzzeitigen Wärmehoch um 1800. Der Einfluss dieses Temperaturrückgangs auf die von den Jagdbedingungen abhängigen Lebensverhältnisse der Thule-Menschen war erheblich. Ganze Gebiete der Hohen Arktis wurden entvölkert, teils durch Abwanderung, teils aber auch infolge des Aussterbens ganzer Bevölkerungsgruppen durch Verhungern. Nur in klimatisch günstigeren Gebieten der südlichen Arktis – so in Südwestgrönland (wo sich die Thule-Kultur durch neue Siedlungs- und Sozialstrukturen zur „Inugsuk-Kultur“ weiterentwickelte), auf der südlichen Baffin-Insel und in Labrador – ließ sich die traditionelle Lebensweise aufrechterhalten.
In Grönland trat jedoch mit dem Auftauchen der ersten Walfangschiffe zu Anfang des 17. Jahrhunderts schlagartig eine Änderung ein: In den folgenden 150 Jahren kreuzten jährlich bis zu 10.000 Walfänger vor den grönländischen Küsten und übten auf die Kultur der Thule-Menschen wesentlichen Einfluss aus. Im Gefolge der neu entstehenden Handelsbeziehungen wurden auch zwischenmenschliche Beziehungen geknüpft, und schon nach wenigen Generationen hatten die meisten Inuit dort keine rein indigene Abstammung mehr.

### Historische Periode (ab 1800)
Das 19. Jahrhundert gilt als Beginn der „historischen Periode“ der Inuit, der Nachfahren der Thule-Kultur, und damit als Beginn der eigentlichen „Inuit-Kultur“. Bei den Inuit hat sich zwar die Thule-Tradition mit Einschränkungen erhalten, doch verschlechterten sich im kanadischen Norden die Überlebensbedingungen im Vergleich mit denen ihrer Vorfahren zu Beginn des 2. Jahrtausends beträchtlich. Die technischen Standards,  die Art, sich künstlerisch auszudrücken, entwickelten sich zurück. So wurden Schnitz- und Dekorationsarbeiten seltener und weniger differenziert. Durch Klimawandel bedingt verschob sich das Vorkommen jagdbarer Tiere, und die damit veränderte Nahrungssuche führte dazu, dass die in den Wintermonaten bislang überwiegend sesshafte Lebensweise aufgegeben werden musste. Als Nomaden bauten die Inuit nun weniger aufwendige Winterbehausungen, nämlich zeltartige Hütten mit Windschutz aus Steinen, Grasstücken und Schnee (auch diese bezeichnen sie wie die Thule-Behausungen als „Qarmaq“). Die Kenntnis über den Bau von kuppelförmigen Schneehäusern, den Iglus, fand immer größere Verbreitung und zunehmende Perfektion.

#### Kontakt mit Europäern
Eine weitere bedeutende Ursache für Veränderungen der Inuit-Kultur ist die Berührung mit Europäern. Frühe Kontakte mit Grænlendingar und später mit Forschungsreisenden, Fischern und Walfängern wirkten sich, allgemein gesehen, in Kanada (anders als in Grönland) weniger tief greifend und eher nur lokal aus, da jene wohl nicht dauernd sesshaft werden konnten. Allerdings hatten schon diese Kontakte verheerende Folgen für die Gesundheit der Inuit: Geschlechtskrankheiten, Tuberkulose und sonstigen Infektionen breiteten sich aus. Ganz anders verhielt es sich mit dem Auftreten von Händlern, Missionaren und Repräsentanten der kanadischen Staatsverwaltung, die hier auf Dauer Fuß fassten und unmittelbar Einfluss auf das Leben der Ureinwohner ausübten. Die ersten Verwaltungs- und Polizeiposten wurden 1903 nahe den wichtigen Walfangstationen in Fullerton Harbour an der Hudson Bay und auf der Herschelinsel im Nordwesten des Mackenzie-Deltas errichtet; es ist das Jahr, in dem der Norweger Roald Amundsen mit seinem Schiff Gjøa aufbrach, die berühmte Nordwestpassage auf einer südlicheren Route als seine Vorgänger zu durchschiffen, dem kanadischen Festland entlang.
Seit Beginn des 20. Jahrhunderts vollzogen sich quer durch die Arktis große und für die hier beheimateten Menschen tief greifende Veränderungen. Grönland wurde immer häufiger von Forschungsexpeditionen besucht und erkundet (zum Beispiel Alfred Wegener 1912–1913; Thule-Expeditionen von Knud Rasmussen 1915–1924). 1933 erkannte der Internationale Schiedsgerichtshof die Oberhoheit Dänemarks über ganz Grönland an, was auch kulturpolitische und -strukturelle Auswirkungen hatte.
In Kanada wurden selbst die Barrenlands der Kivalliq-Region, des bis dahin nahezu unberührten Gebiets im Westen der Hudson Bay, von den sich ausweitenden Handelsaktivitäten der Hudson’s Bay Company (HBC) erfasst. Tiere wurden nun von den Inuit nicht mehr in erster Linie gejagt, um Nahrung und Kleidung für das Überleben in der Arktis zu gewinnen, sondern die Beschaffung von Tauschhandelsgütern für die Märkte im Süden und in Europa, vor allem von Polarfuchspelzen, aber auch von anderen Fellen und von Elfenbeinzähnen der Walrosse und Narwale, bestimmten den Alltag der Inuit. Dank dieser Jagdbeute waren sie in der Lage, von der HBC angebotene Waren zu erwerben, vor allem Waffen und Munition, Eisenwaren, Tabak, Kaffee, Tee, Zucker und Mehl.
Um die einheimischen Jäger und Fallensteller an die Handelsposten der Europäer zu binden, wurden den Inuit leihweise Fallen überlassen und Kredite gewährt. Vor allem diese neuartige Abhängigkeit von anderen Menschen stellte die Ureinwohner des Landes auf eine vollkommen andersartige, ihnen bis dahin unbekannte Lebensbasis und veränderte ihre traditionelle Kultur.

#### Gesellschaftsstruktur und Lebensweise im 19. Jahrhundert

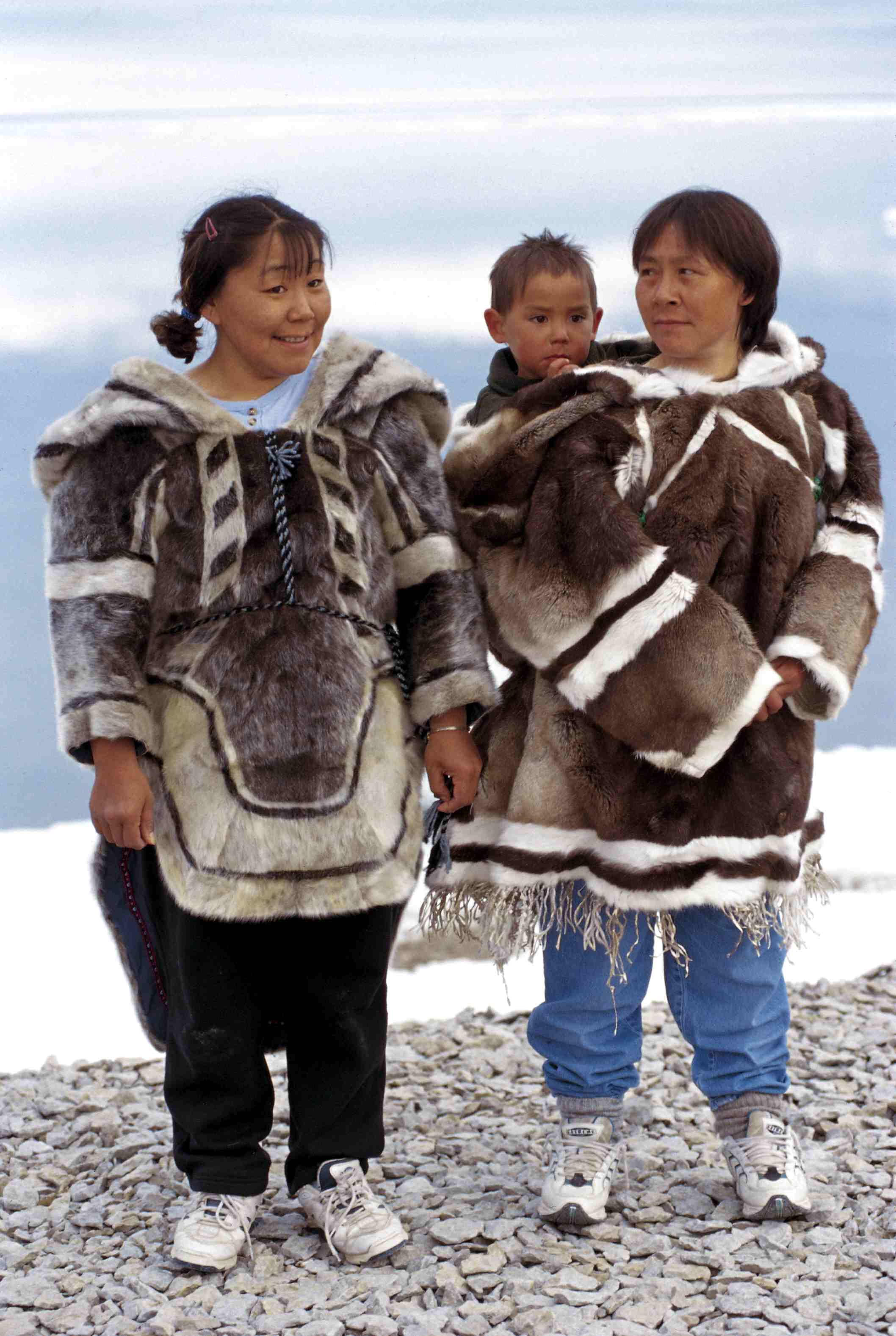
Traditionelle Inuit-Bekleidung; links Amauti (Frauen-Parka) aus Robbenfell, rechts aus Karibufell (Iglulik-Region, 1999)

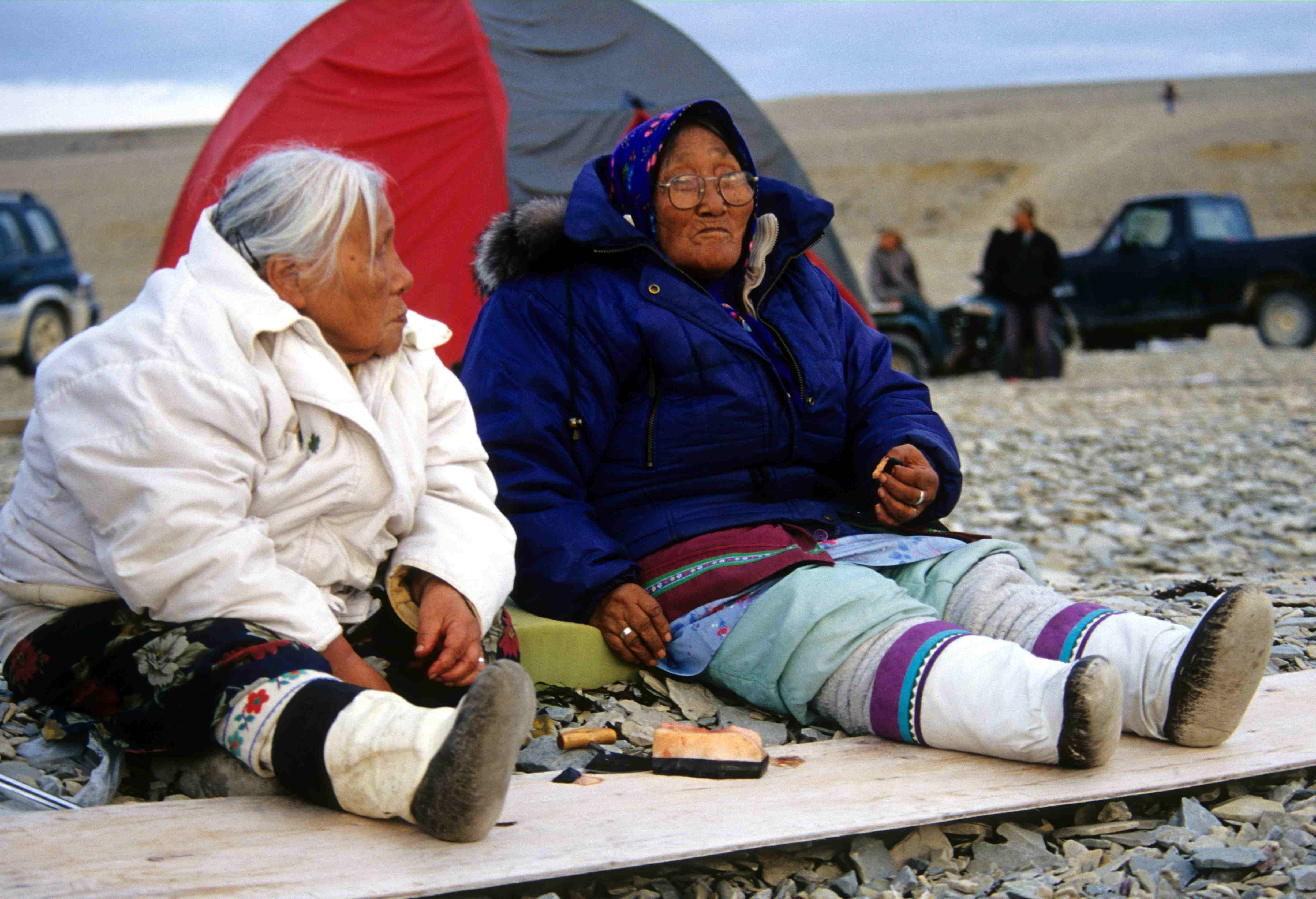
Maktaaq-Delikatesse (Schwarte eines Grönlandwals)

Die gesellschaftliche Grundstruktur der kanadischen Inuit bestand im 19. Jahrhundert aus schätzungsweise 50 Gruppen mit jeweils 200 bis 800 Mitgliedern, die auf freiwilligem Zusammenschluss von weitgehend unabhängigen Großfamilien basierten und ohne Ordnungsmacht ausübende Institutionen auskamen. Diese Großfamilien setzten sich ihrerseits aus den eigentlichen, Großeltern, Eltern und Kinder umfassenden Familien zusammen. Eine derart solidargemeinschaftliche Gesellschaftsstruktur, die den einzelnen Familien autarkes Handeln zubilligte, trug in Zeiten verminderten Nahrungsangebots wesentlich dazu bei, die Überlebenschancen zu erhöhen. Sie versetzte die Inuit in die Lage, Land- und Meeressäugetiere, Vögel und Fische aller Größen zu erlegen – von der 20 Kilogramm schweren Robbe bis zum 50 Tonnen wiegenden Grönlandwal, vom Niederwild bis zum Eis- und Grizzlybären.
Die Jagdbeute lieferte eine ausgewogene Ernährung und nahezu alle wesentlichen Rohstoffe für Kleidung, für Wohnung, Haushalt und Heizung, für Boots- und Schlittenbau, Jagdwaffen, Spielzeug und künstlerische Gegenstände. Ausgesuchte und entsprechend zugerichtete Felsmaterialien dienten zur Herstellung von nur wenigen, allerdings wichtigen Gegenständen: Pfeil-, Lanzen- und Harpunenspitzen, Schabern, Beilen und Messern. Steatit (Speckstein) eignete sich als relativ weiches, gut zu bearbeitendes Mineral für die Herstellung von Öllampen und Kochgefäßen.
Dagegen spielten pflanzliche Rohstoffe nur eine untergeordnete Rolle. Holz war in der Arktis nur selten verfügbar; allenfalls als gelegentliches Treibholz. An seine Stelle traten Knochen, Geweihe und Stoßzähne gejagter Tiere. Beeren wurden im Spätsommer intensiv gesammelt; als Vitaminquelle waren sie jedoch bei weitem nicht ausreichend, weshalb der hauptsächliche Vitaminbedarf durch den Verzehr von roher tierischer Nahrung – Maktaaq (Walschwarte), Fleisch und Fisch – gedeckt wurde.
Das Wohnen in Zelten während des Sommers sowie in Iglus und Qarmait (Einzahl: Qarmaq) – warmen, halb unterirdischen Häusern aus Felsblöcken, Walknochen und Grasabstichen – im Winter folgte noch ganz der Thule-Tradition. Wichtiges Prinzip aller Hauskonstruktionen, seien es Iglu- oder Winterhausbau, waren tiefer liegende Eingangstunnel, wodurch der innere Wohnbereich höher lag und die schwerere Kaltluft weniger leicht in den Wohnraum eindringen konnte (Windfang und Kältefalle). Innerhalb des Iglus gespielte Fadenspiele hatten sowohl die Aufgabe der Vorbereitung auf den geschickten Umgang mit Nähzeug oder den zur Jagd benötigten Harpunenleinen, als auch zum Teil eine rituelle Bedeutung. Die Mädchen der Chugacheskimos spielten es vorzugsweise im Herbst, weil man glaubte, damit die Strahlen der Herbstsonne einweben zu können und den Winterbeginn hinauszuzögern. Die Entstehung der Geflechtfiguren wurde oft durch Reime oder Lieder begleitet, in denen Geschichten, Märchen und Legenden erzählt wurden.
Die Winterkleidung war so konstruiert, dass die Körperwärme möglichst gut genutzt wurde; praktisch gab es kaum Öffnungen, durch die die Luft nach außen entweichen konnte. Als Material bevorzugt wurden neben Robbenfellen in erster Linie Karibufelle, in Grönland Eisbärenfelle. Sie wurden zum Erhalten einer Warmlufthülle weit geschnitten und fast überall in zwei Schichten getragen – innen mit der Haarseite nach innen, außen mit der Haarseite nach außen; im Sommer trug man nur die innere Schicht. Charakteristisch war auch eine an der Innenschicht befestigte Kapuze, die das Austreten von Warmluft am Hals verhinderte. Den Müttern diente ein besonderer Kapuzenteil ihres Amauti (Frauen-Parka) überdies als Transportsack für die Kleinkinder.

#### Nomadenleben in der ersten Hälfte des 20. Jahrhunderts

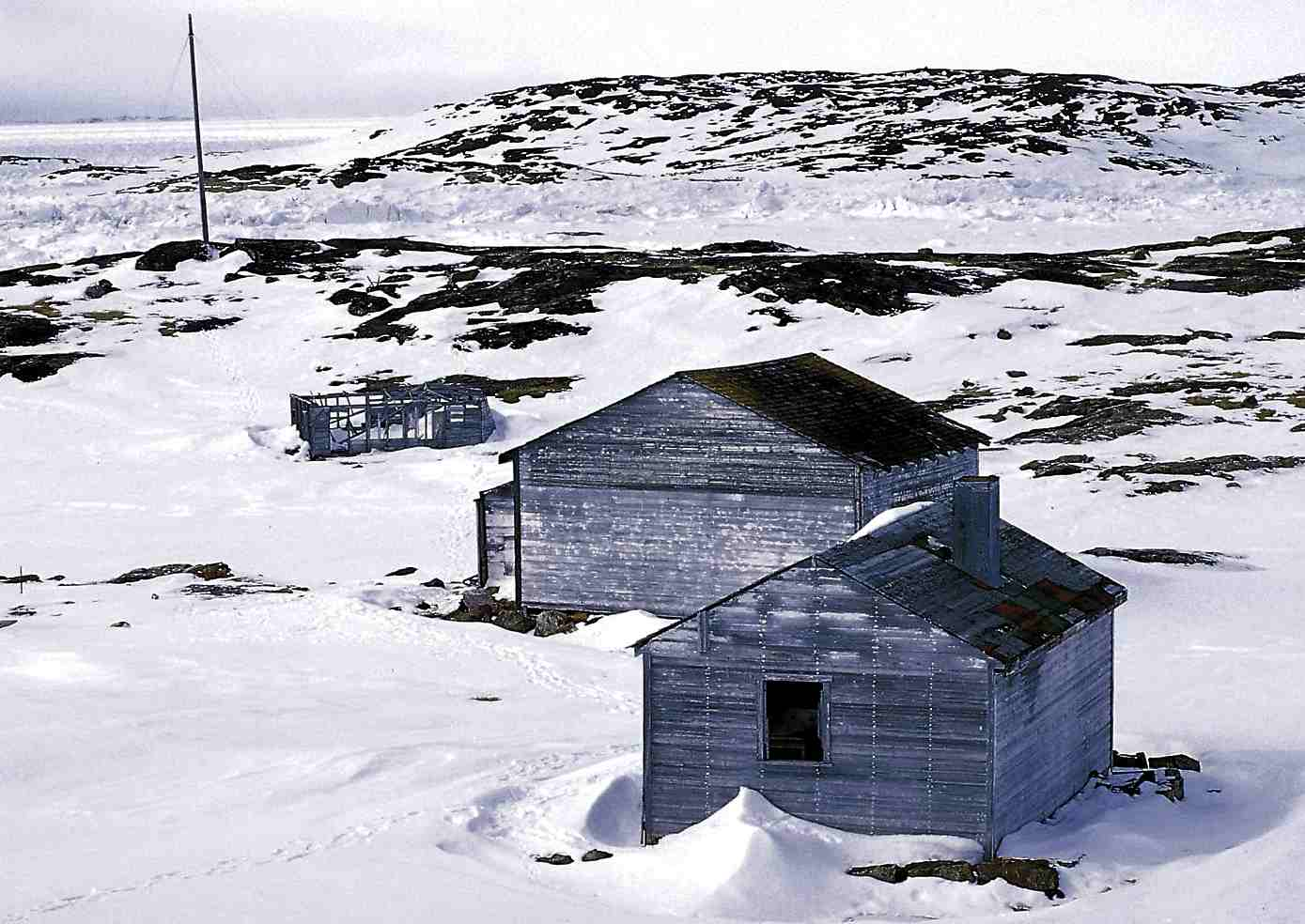
In den späten 1940er Jahren aufgegebene Siedlung Ikirasaq (Südbaffin)

Viele „Elders“ (Familienälteste, Gemeindeälteste) erinnern sich noch der Zeit vor über sechs Jahrzehnten: Damals seien die Inuit sehr viel umhergezogen. Abhängig von den (nach alter Tradition bis zu sechzehn) verschiedenen Jahreszeiten seien sie den Wanderungen der von ihnen für Nahrung und Kleidung gejagten Tiere gefolgt. Sie hätten ihre Lager daher immer wieder an andere Plätze verlegen müssen und dabei ganz bestimmte Gewohnheiten über Generationen genau eingehalten.
Um die Wende zum 20. Jahrhundert wohnten die Inuit-Familien während des Sommers noch überwiegend in Tierhautzelten. Vereinzelt hatten sie sich jedoch auch schon Leinwand- oder Segeltuchzelte über die HBC beschafft. Das Zeltinnere wurde nach alter, auch heute noch gepflegter Tradition in den hinteren, meist durch Fellunterlagen erhöhten, Schlafsektor und den vorderen Wohn- und Kochsektor eingeteilt. Die Schlafstätte der Frau befand sich immer auf der Seite des Qulliq, der meist aus Steatit gefertigten Öllampe, die zum Leuchten, Heizen und Kochen verwendet wurde. Denn sie hatte die Feuerung von ihrem Lager aus zu überwachen und zu bedienen. Der Mann schlief auf der Seite der Jagdgeräte und Waffen, und die Kinder kuschelten sich in der Mitte zwischen den Eltern. Inzwischen ist an die Stelle des Qulliq längst ein in der ganzen Arktis gebräuchliches modernes Industrieprodukt getreten, der leicht zu transportierende, mit Benzin und Naphtha betriebene Coleman-Kocher.

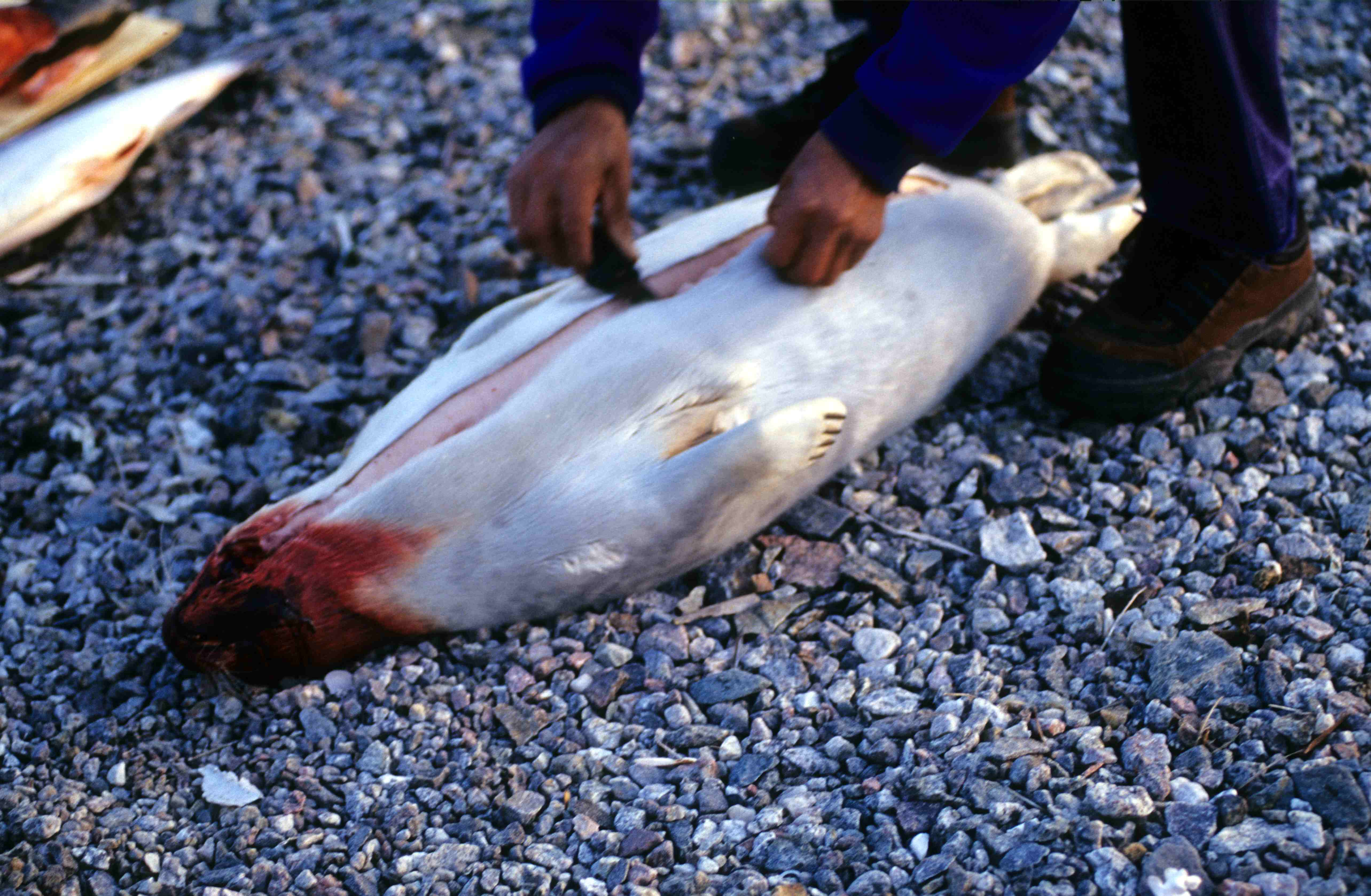
Aufbereitung einer erlegten Ringelrobbe

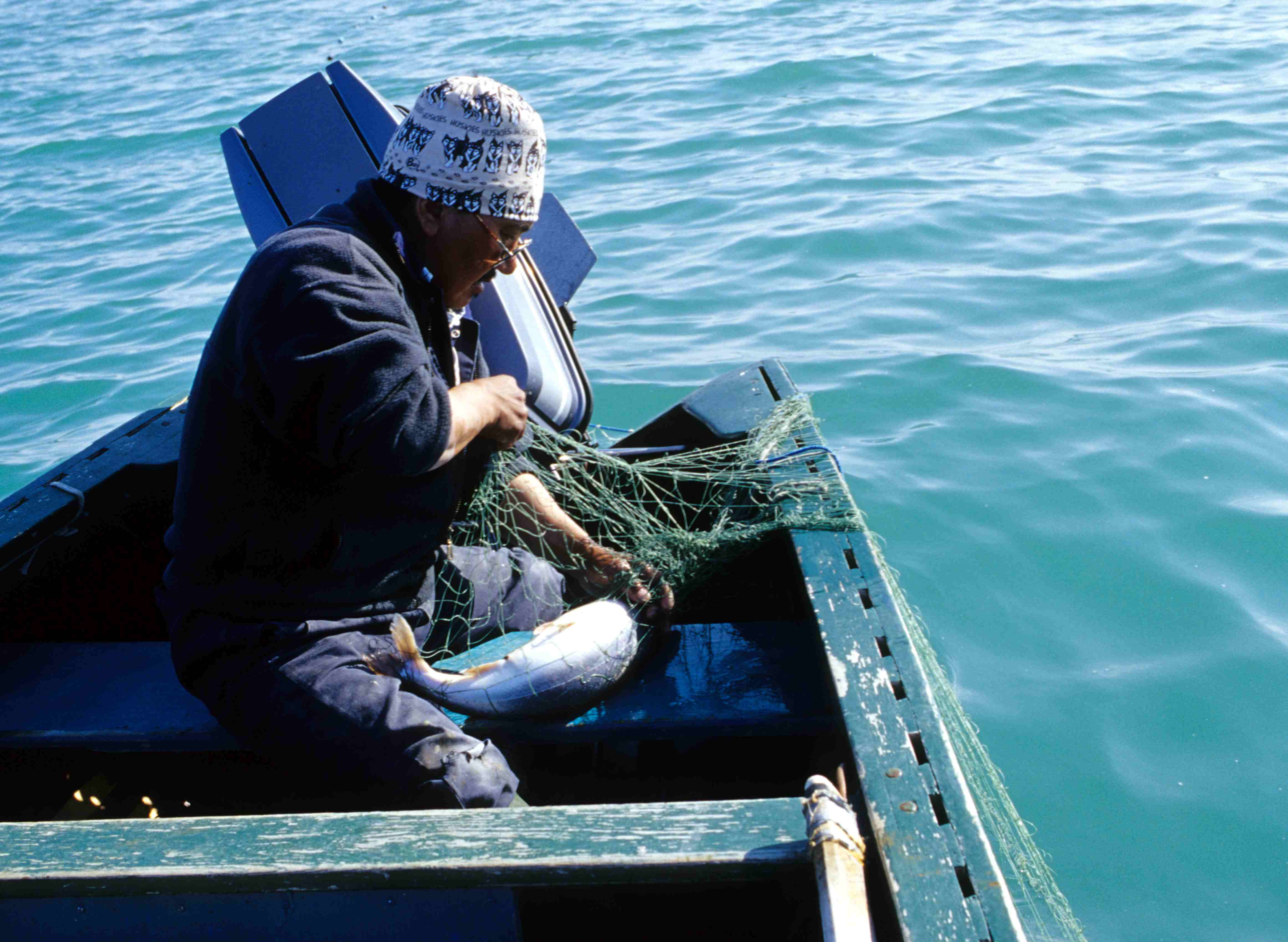
Seesaiblingfang

In den wenigen Sommermonaten wurden die Mündungen von Flüssen als Platz für das Lager bevorzugt, weil es dort (zum Beispiel an extra dafür angelegten künstlichen Fischwehren) am ehesten möglich war, den vor allen anderen Fischarten bevorzugten Seesaibling zu fangen und die Eier von Seevögeln zu sammeln. Für Inland-Inuit war das Karibu das wichtigste Jagdtier; es gab ihnen Fleischnahrung, Felle zur Bekleidung und Sehnen zur Seilfertigung. Die unmittelbar an den Küsten lebenden Familien erlegten vor allem Robben und Walrosse sowie je nach Region Narwale und Weißwale; natürlich verschmähten auch sie nicht die Karibus. Die Robben lieferten Nahrung für Mensch und Hund, Öl für das Qulliq und wesentliche Rohstoffe für die alltäglichen Gebrauchsgegenstände wie Bekleidung, Robbenfellstiefel (Kamik, pl. Kamit), Kajakbespannung, Seile (auch Zugseile für Hundeschlitten) und Hundepeitschen.
Die Winterzeit verbrachte man in einzelnen oder durch Tunnel miteinander verbundenen Iglus. Diese Schneehäuser, zu deren Aufbau man auf Schnee einer ganz bestimmten Konsistenz angewiesen war, erhielten im Prinzip die gleiche Einteilung wie die Zelte. Wichtiges Element war ein gegenüber dem inneren Wohnbereich tiefer gelegter Eingangstunnel, der als Windfang und Kältefalle diente, um die schwerere Kaltluft weniger leicht in den Wohnraum eindringen zu lassen. Als zusätzlicher Schutz vor der Kälte wurde der Schlafbereich überdies durch eine Schneeunterlage höher als der Wohnsektor gelegt.
Zuweilen haben sich Familien, die ihren Standort das Jahr über nicht wechseln, sondern in dauerhaften Lagern leben wollten, ein halb unterirdisches Haus aus Felsblöcken, Walknochen, Fellen und Grasabstichen gebaut, das sog. Qarmaq. Das Anlegen derartiger Qarmaq-Lager rührte zweifellos noch aus der Thule-Tradition her. Man verbrachte den Winter im Qarmaq, während man für die sommerlichen Tage das luftigere Zelt bevorzugte.

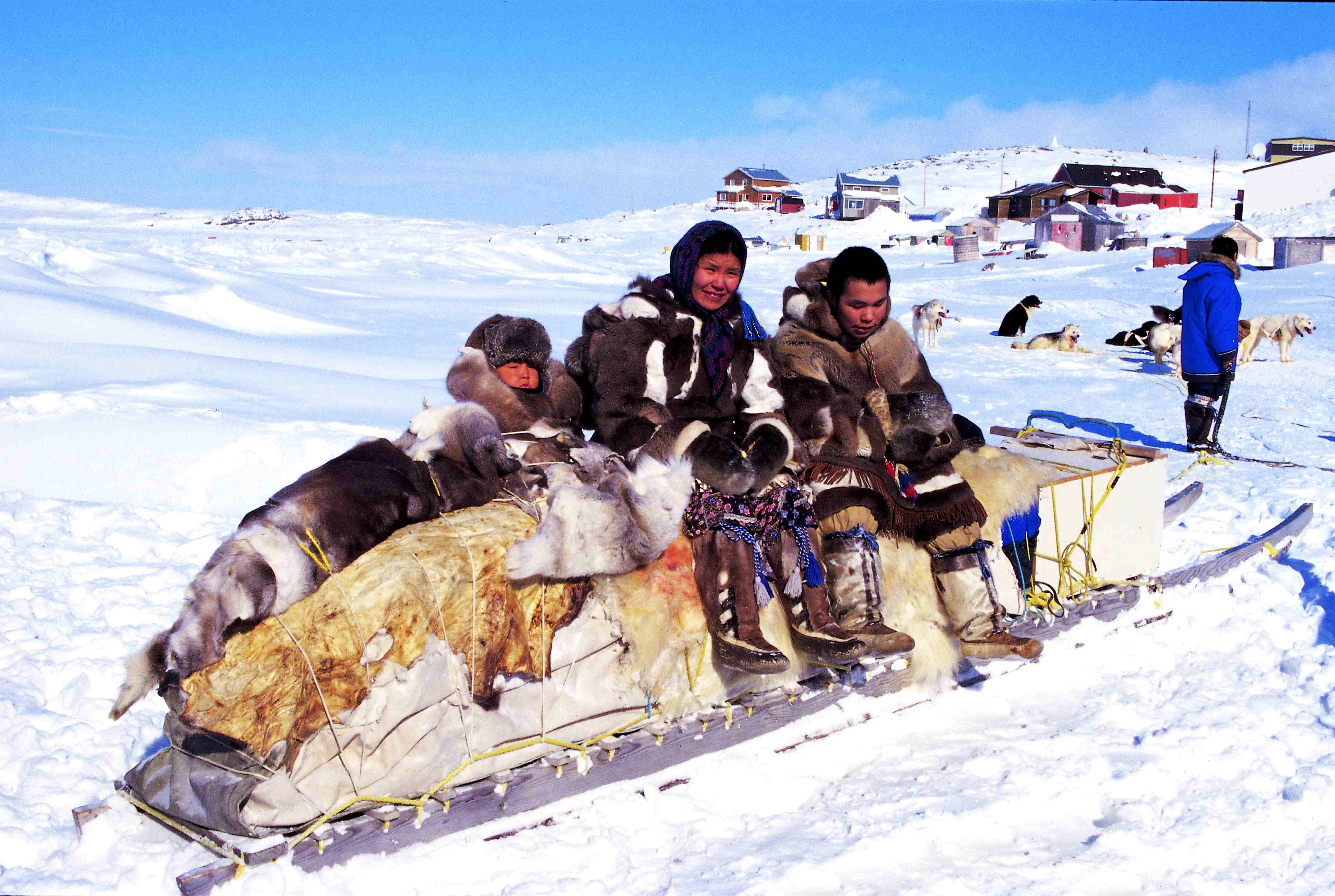
Traditioneller Hundeschlitten („Qamutik“), heute fast nur noch bei festlichem Anlass verwendet

Die harten Witterungsverhältnisse im Winter veranlassten die einzelnen Familien, sich in dieser Zeit enger zusammenzuschließen. Gegenseitige Besuche zwischen an unterschiedlichen Jagdplätzen heimischen Gruppen dienten zwar auch dem Berichten von Erfahrungen und Neuigkeiten, doch galten sie in erster Linie dem Austausch von Nahrung aus verschiedenen Quellen.
Im Winter reiste man mit dem Hundeschlitten, ab und an wohl auch zu Fuß. In den wärmeren Jahreszeiten wurden Reisen vor allem mit dem Kajak oder dem meist für Familien verwendeten großen Umiaq (oft als „Frauenboot“ bezeichnet, da meist von Frauen gerudert) und über Land natürlich zu Fuß unternommen. Traditionelle Überlandpfade verliefen zum Beispiel von der Wager Bay zur Repulse Bay im Norden, zum Chesterfield Inlet mit dem angrenzenden Baker Lake im Südwesten und zum Chantrey Inlet am Arktischen Ozean im Nordwesten.

### Übergang ins 21. Jahrhundert

#### Grundlegender Umbruch der Lebensbedingungen

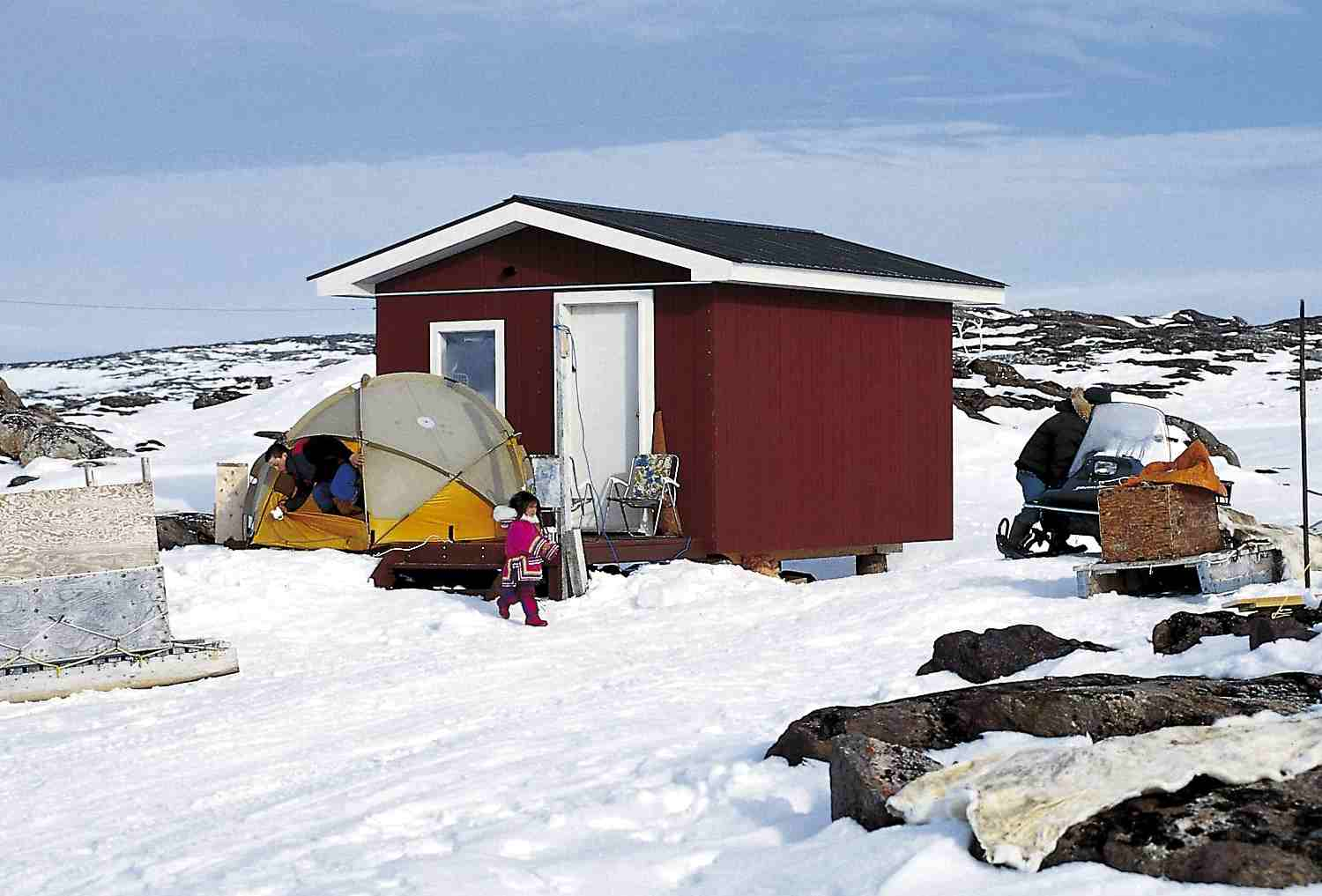
Blockhütte im Jahr 1997 mit erweiterndem Zelt (Lager Iqalurajuk an der Andrew-Gordon-Bucht, Südbaffin)

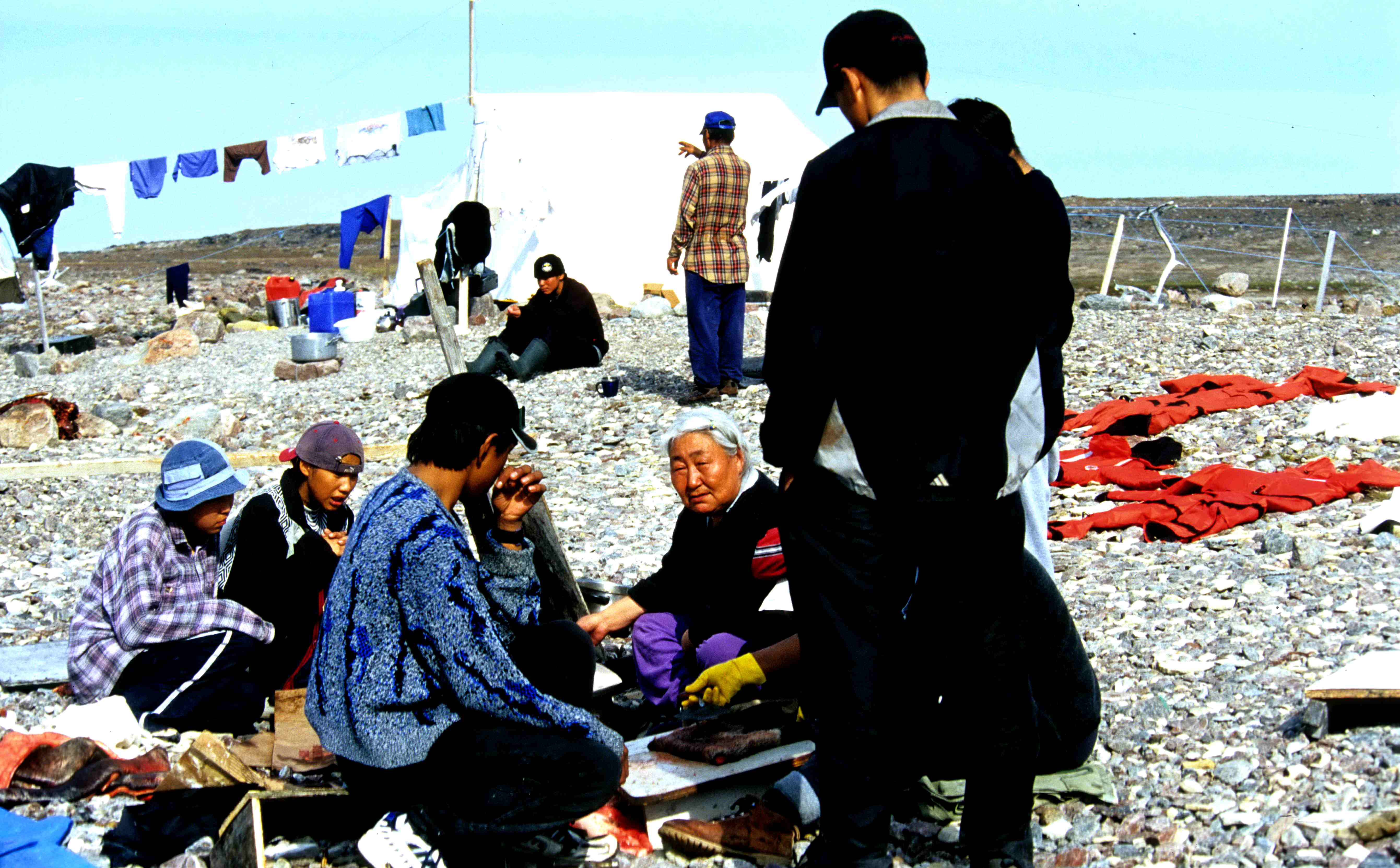
Der Tradition folgendes „Leben auf dem Land“ (Lager Najutaqtujuq, Nordbaffin, 2002)

In den 150 Jahren zwischen 1800 und 1950 haben sich Kultur und Lebensweise der kanadischen Inuit, die zuvor keinerlei monetäres System kannten, grundlegend verändert. Völlige Selbständigkeit und Unabhängigkeit waren in weitgehende Abhängigkeit von nahezu allen Gütern westlicher Industrienationen umgeschlagen: von Kleidung, vielen Arten von Nahrungsmitteln, Waffen, Werkzeugen und technischer Ausrüstung. Wesentlich hat hierzu beigetragen, dass sie als Jäger und Fallensteller nur eine geringe Produktivität entwickeln konnten, der die ihnen oktroyierte neue Lebensweise finanziell nicht deckte; ihre aus der Jagdbeute gewonnenen Produkte unterlagen überdies viel zu sehr konjunkturellen und modischen Schwankungen, von Artenschutz- und Umweltproblemen ganz abgesehen.
Die späten 1940er Jahre sind durch solchen Umbruch besonders gekennzeichnet. Seit jener Zeit wurde der Norden in steigendem Maße in ein strategisches Verteidigungskonzept einbezogen; es entstanden militärische Stützpunkte und Radarstationen des militärischen Fern-Frühwarnsystems DEW („Distant Early Warning“). Dies förderte zwar die Infrastruktur und ließ moderne Arbeitsplätze entstehen, führte zugleich aber auch zu einer plötzlichen und nicht überall verkrafteten Verstädterung. Traditionelle Lebensweise wurde zunehmend durch den „American Way of Life“ eingeschränkt und verdrängt, ohne dass die notwendigen Voraussetzungen zum Übergang auf neue Lebensformen vorlagen – ausreichende Einkünfte und berufliche Bildung, um nur zwei Beispiele zu nennen. Die Übergangsschwierigkeiten wurden noch dadurch gesteigert, dass zum Beispiel über die Kivalliq-Region Ende der vierziger Jahre wegen des Auftretens schwerer Infektionskrankheiten wie Kinderlähmung eine Quarantäne verhängt werden musste, und dass zur selben Zeit der Karibubestand westlich der Hudson Bay nahezu völlig zugrunde ging und somit die dort lebenden Inuit ihre Ernährungsgrundlage verloren. Eine nicht unwesentliche Rolle spielte auch die zunehmende Bedrohung der meist noch in Lagern Lebenden durch Tuberkulose; viele daran Erkrankte mussten in Sanatorien im Süden untergebracht werden. Viele Inuit bemühten sich, ihr traditionelles Leben in den angestammten Gebieten unter Anpassung an die neuen Lebensbedingungen fortzusetzen. Dennoch wurden sie immer mehr von staatlicher Sozialhilfe abhängig.
Waren die Interessen des kanadischen Staates an den Nordgebieten in der ersten Jahrhunderthälfte überwiegend wissenschaftlicher Art, so entstanden zu Beginn der fünfziger Jahre drei neue Schwerpunkte: Militärische Sicherheitsbedürfnisse, das Entdecken wichtiger natürlicher Ressourcen für wirtschaftliche Belange und zunehmende Sensibilität für die besonderen Belange der Inuit. Sie verstärkten die Notwendigkeit zur Ausübung staatlicher Hoheitsrechte. So lässt die Bildung eines „Department of Indian Affairs and Natural Resources“ im Jahr 1953 erkennen, welchen Rang der Staat seiner Verantwortung für Menschen und „Rohstoffe“ einräumte.
Die Einrichtung sozialstaatlicher Versorgung, wie Arbeitslosenhilfe, Sozialfürsorge, Kranken- und Altersversorgung, Kindergeld, ausgedehnte Erziehungs- und Wohlfahrtsprogramme der Industriegebiete Kanadas kamen nunmehr auch den Inuit (und übrigens gleichermaßen den Indianern) zugute und sollten den Sprung aus der Vergangenheit in die Gegenwart erleichtern.

#### Wandel von nomadischer zu sesshafter Lebensweise

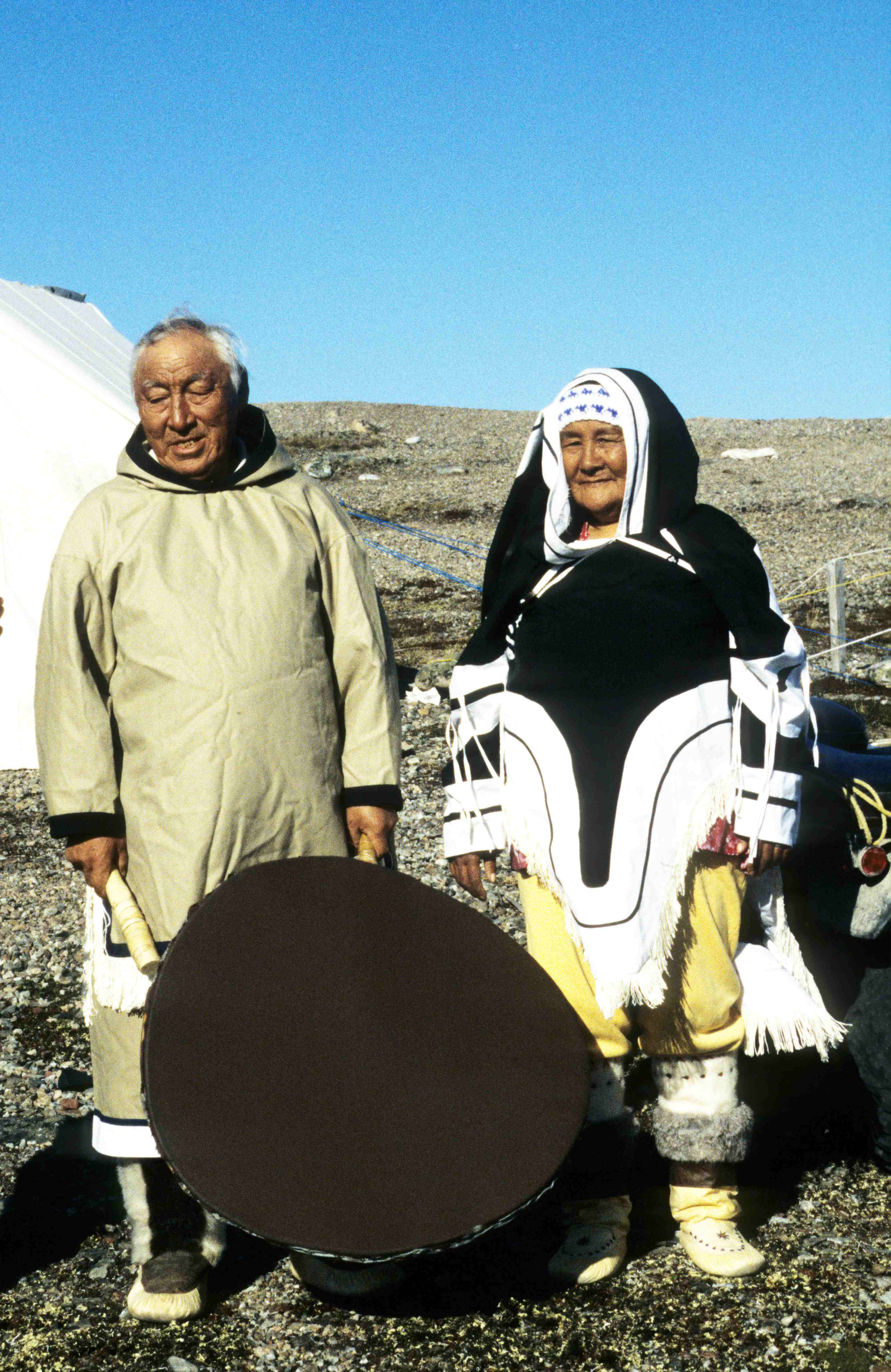
Trommeltänzer in einem Lager nahe dem Fluss Meliadine mit einer qila, die früher als Schamanentrommel diente.

Für die kanadischen Inuit begann schließlich Mitte der 1950er Jahre ein einschneidender, bis in die 1960er Jahre dauernder Prozess, der zwar in den einzelnen Regionen – wie den Nunavut-Regionen Qikiqtaaluk (Baffin), Kivalliq oder Kitikmeot – mit gewissen Unterschieden, aber im Wesentlichen doch gleichartig verlief: der weitgehende Wandel von der nomadischen zur sesshaften Lebensweise, das heißt das unter dem Druck sich verschlechternder Lebensbedingungen oft freiwillige, manchmal aber auch erzwungene Wegziehen der Inuit aus ihren Lagern in Siedlungen mit festen Häusern. Das Nomadenleben war nun zu Ende, und das Holzhaus ersetzte Iglu, Qarmaq und (ursprünglich) aus Häuten gefertigtes Zelt. Die Inuit bewohnen seither im Süden Kanadas vorgefertigte, wegen des Permafrosts auf Stelzen errichtete Siedlungshäuser. Diese Häuser werden mit Ölöfen beheizt (jedes Haus mit Heizölvorratstank). Trinkwasser wird mit dem Tanklastwagen gebracht, und das Abwasser wird ebenfalls mit Tanklastern abtransportiert. Kochplatz mit Elektroherd, Spüle, Gefrierschrank, Waschraum mit Dusche und/oder Badewanne und Spültoilette, selbst Waschmaschine und Wäschetrockner sind üblich. Das TV-Gerät läuft fast rund um die Uhr. Korrespondenzen werden mit Hilfe von Fax-Geräten und E-Mail-Anschlüssen erledigt.

#### Brauchtum

##### Heirat

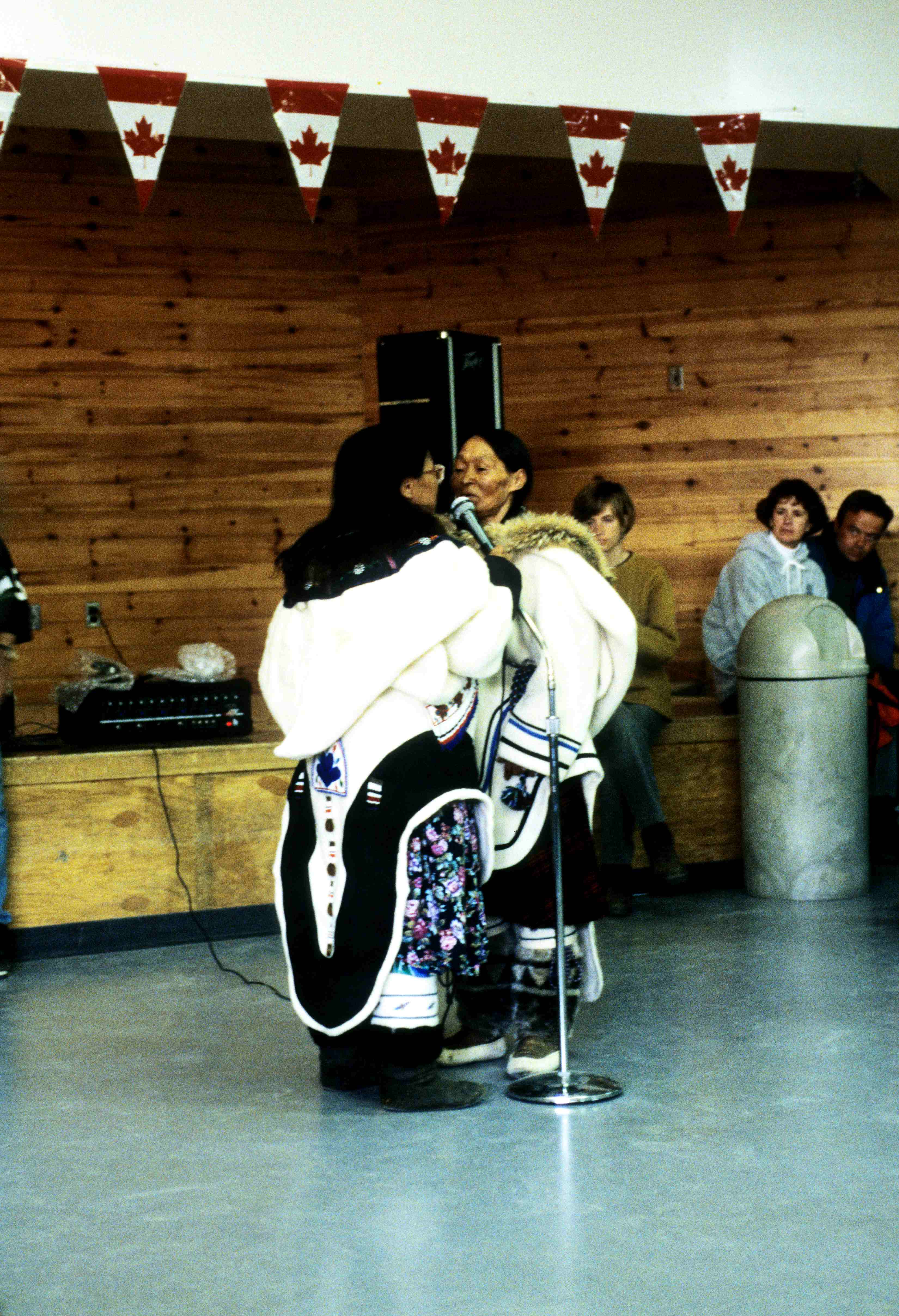
Kehlgesang (Throat singing)

Die Kindheit der Inuit war in der 1. Hälfte des 20. Jahrhunderts noch sehr kurz. Vor allem die Mädchen wurden früh verheiratet. Bevor die christlichen Missionare gekommen waren, bestimmten meistens die Familien darüber, welche Kinder Mann und Frau werden sollten. Heiraten dienten oft dazu, das Band zwischen zwei Familien zu festigen, und Mädchen hatten traditionell keinerlei Einfluss auf die Partnerwahl. Zuweilen ließ auch ein noch nicht versprochener junger Mann Verwandte bei den Eltern um deren Tochter anhalten; er selbst war bei solchen Verhandlungen nicht anwesend. Die Heirat fand generell ohne jegliche Zeremonie statt (wie übrigens auch Geburtstage). Das änderte sich nach der Christianisierung nur insofern, als jetzt die Paare auch christlich getraut wurden, sobald ein Priester in die Gegend kam (oft Monate nach der eigentlichen Heirat). Als schließlich eine staatliche Verwaltung eingerichtet war, wurden die Eheschließungen zudem administrativ erfasst – zunächst durch Polizeibeamte, danach durch die örtlichen Verwaltungsstellen. Seit dem Umzug aus den Lagern in die Siedlungen bilden sich häufig Partnerschaften ohne Eheschließung. Man fühlt sich so ungebundener und auch weniger verantwortlich. Doch war es noch in den 1970er Jahren keineswegs ungewöhnlich, bereits für Neugeborene Abmachungen hinsichtlich einer späteren Heirat zu treffen. Allerdings wird das inzwischen (also zwanzig, dreißig Jahre später) fällige Einhalten solcher Eheversprechen immer weniger ernst genommen: Die jungen Menschen setzen sich zunehmend über die Tradition hinweg und erfüllen sich ihre eigenen Wünsche.
Vor der Christianisierung war bei den Inuit auch Polygamie (häufiger Vielweiberei, seltener auch Vielmännerei) nicht unüblich. Außereheliche Beziehungen wurden vor allem auf den ausgedehnten Jagdreisen akzeptiert, im Rahmen sogenannter „Lampenlöschspiele“ wurde auch ritueller Partnertausch praktiziert. Einer populären Theorie zufolge verminderten diese Traditionen die Gefahr von Inzucht und daraus folgender genetischer Verarmung in den kleinen isolierten Siedlungen. Mit der Kolonisierung führten diese Bräuche allerdings zu großen Konflikten: Einerseits wurden solche Traditionen von Missionaren als sündhaft bekämpft, andererseits wurden sie als sexuelle Beliebigkeit missverstanden und ausgenutzt, was häufig zu Prostitution und sexueller Ausbeutung führte.

##### Familienleben

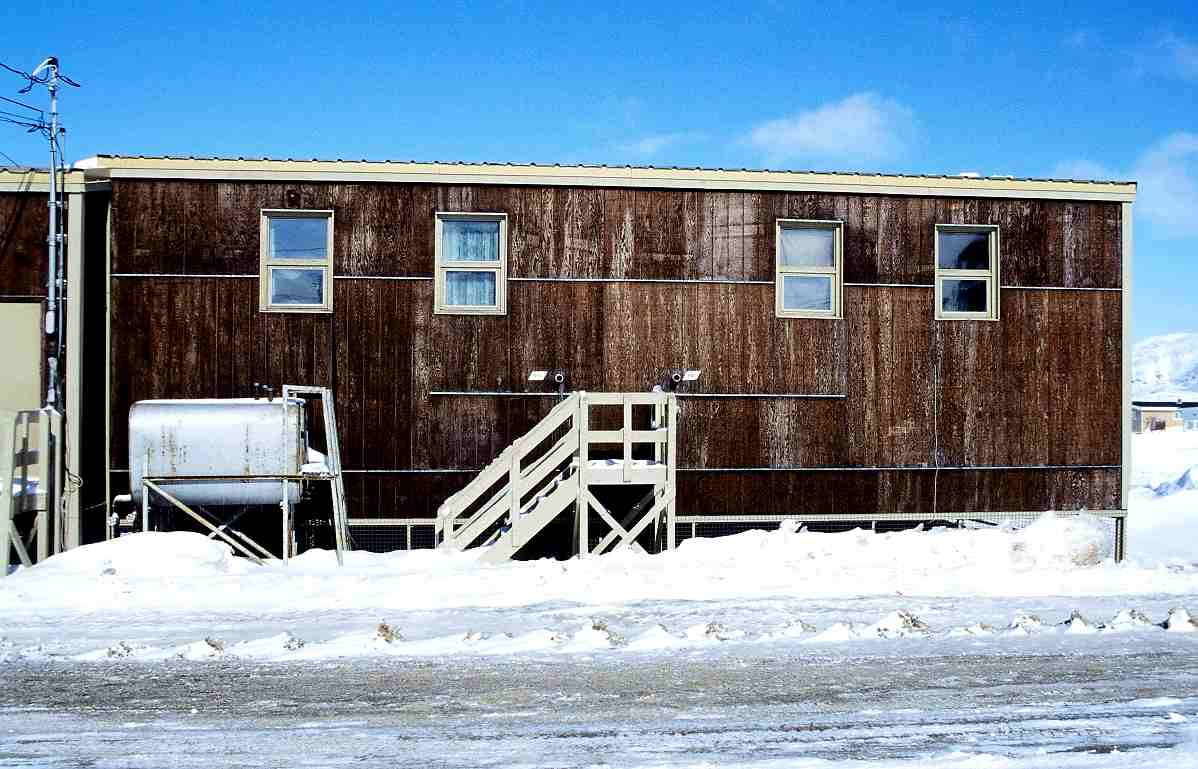
Typisches Wohnhaus in einer Inuit-Siedlung mit Heizöltank und Stutzen für Trink- und Brauchwasser, deren Anlieferung und Abholung durch Tankwagen erfolgt

Traditionell war im Norden Kanadas bis etwa Mitte des 20. Jahrhunderts, also bis zur Zeit des Umziehens aus verstreuten Lagern in Siedlungen, die Aufgabenverteilung zwischen Männern und Frauen innerhalb der Familien und Familiengruppen ziemlich klar geregelt und recht unterschiedlich: Die Männer waren für die Nahrungsbeschaffung, vor allem für das Jagen und Fischen, sowie für die handwerklichen Arbeiten (einschließlich Iglu-, Qarmaq- und Zeltbau) verantwortlich. Den Frauen oblagen überwiegend die mehr innerfamiliären Aufgaben, so vor allem das Sorgen für die Kleinkinder, das Versorgen der Jagdbeute (Konservieren von Fleisch, Säubern der Felle u. Ä.), das Nähen von Kleidung, das Unterhalten des Feuers im Qulliq etc. (am Jagen und Fischen nahmen sie dagegen nur eingeschränkt teil). Fiel der Mann als Ernährer seiner Familie aus (zum Beispiel durch Unfalltod), so war diese üblicherweise auf die Unterstützung durch andere Familien angewiesen; nicht selten wurde die Witwe als Zweitfrau von einem nahen Verwandten des bisherigen Ernährers übernommen.
Mit dem Verlassen der Lager und dem Umzug in die Siedlungen, was im Wesentlichen in den 1950er Jahren erfolgte, traten in dieser Hinsicht bedeutende Veränderungen ein: Die Inuit standen von nun an unmittelbar unter staatlicher Verwaltung und Versorgung (unter anderem gab es jetzt Sozialhilfe). Für sie ganz neue Berufe – zum Beispiel im Gesundheitswesen und in den örtlichen Verwaltungen, aber auch in Kunst und Kunsthandwerk – gaben den Frauen die Möglichkeit, durch Geldverdienen zum Familienunterhalt wie die Männer beizutragen. Heute sind die Aufgaben und Verantwortungsbereiche unter männlichen und weiblichen Inuit entsprechend kanadischer Gesetzgebung nicht wesentlich anders als in den westlichen Industrienationen, zu denen die Inuit ja zählen. An der Selbstverwaltung des Territoriums Nunavut sind beispielsweise Frauen und Männer ohne Unterschied als Parlamentsabgeordnete und Minister beteiligt; den Inuit-Siedlungen stehen weibliche und männliche Bürgermeister (Mayor) vor.

##### Geburt

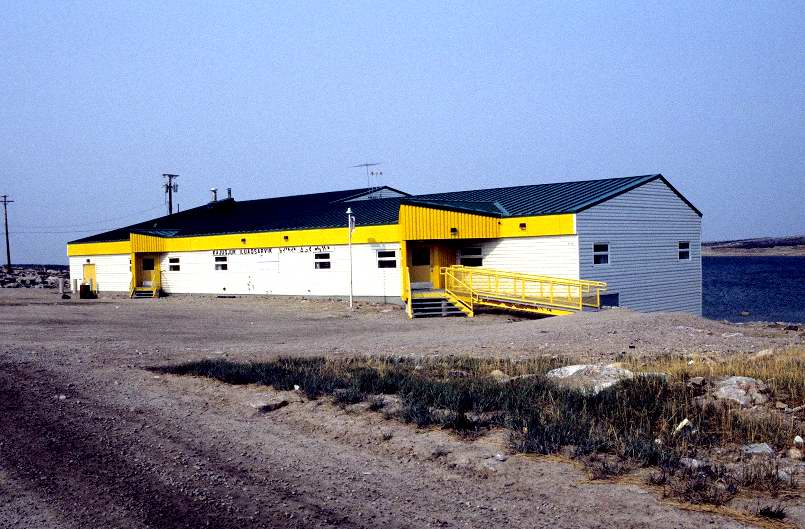
Gesundheitszentrum in Chesterfield Inlet, Kivalliq-Region

In den Lagern war es üblich, dass erfahrene Frauen den Erstgebärenden während der Schwangerschaft gute Ratschläge gaben und ihnen viele Vorsichtsmaßregeln mitteilten – das Kauen von Kaugummi führe zum Beispiel dazu, dass das Kind mit einer klebrigen Schicht auf der Haut geboren werde, oder beim Wolleflechten solle die Schwangere sich davor hüten, eine Schlinge zu machen, sonst könnte sich das ungeborene Kind mit der Nabelschnur strangulieren. Pränatale Tabus bestanden noch bis in die 1930er Jahre. Damals blieb eine Frau in den Wehen allein und nur mit Wasser gegen den Durst versehen in einem Qarmaq oder Iglu, das nur zu diesem Zweck gebaut worden war. Sie gebar ihr Kind auf einem Karibufell, band die Nabelschnur mit Karibusehnen ab und vergrub die Nachgeburt. Zum Familienverband durfte sie nicht zurückkehren, bevor die Nabelschnur des Babys abgefallen war; sie blieb mehrere Tage ganz sich selbst überlassen. Die nächste Generation musste sich solchen Bräuchen nicht mehr unterziehen. Nun standen den Gebärenden Frauen als Hebammen während der Zeit der Wehen bei. Heute gebären die Frauen ihre Kinder mit der Hilfe von geschultem Personal in ihrem Siedlungshaus oder im Gesundheitszentrum der Gemeinde, womöglich sogar in einer der wenigen in der Arktis vorhandenen Kliniken – zum Beispiel in Iqaluit oder Manitoba.

##### Tod

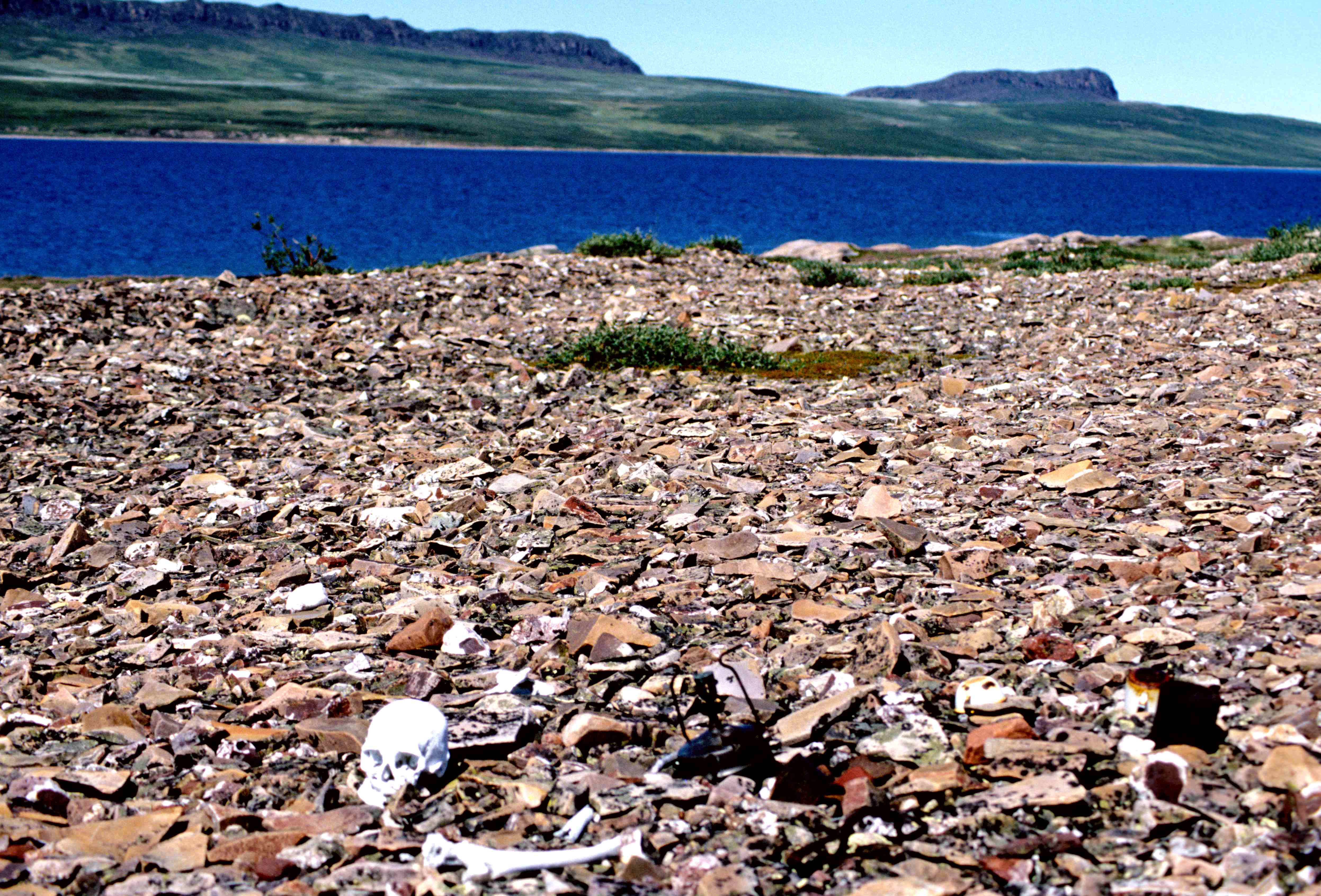
Menschliche Überreste an einem Strand nahe Bathurst Inlet

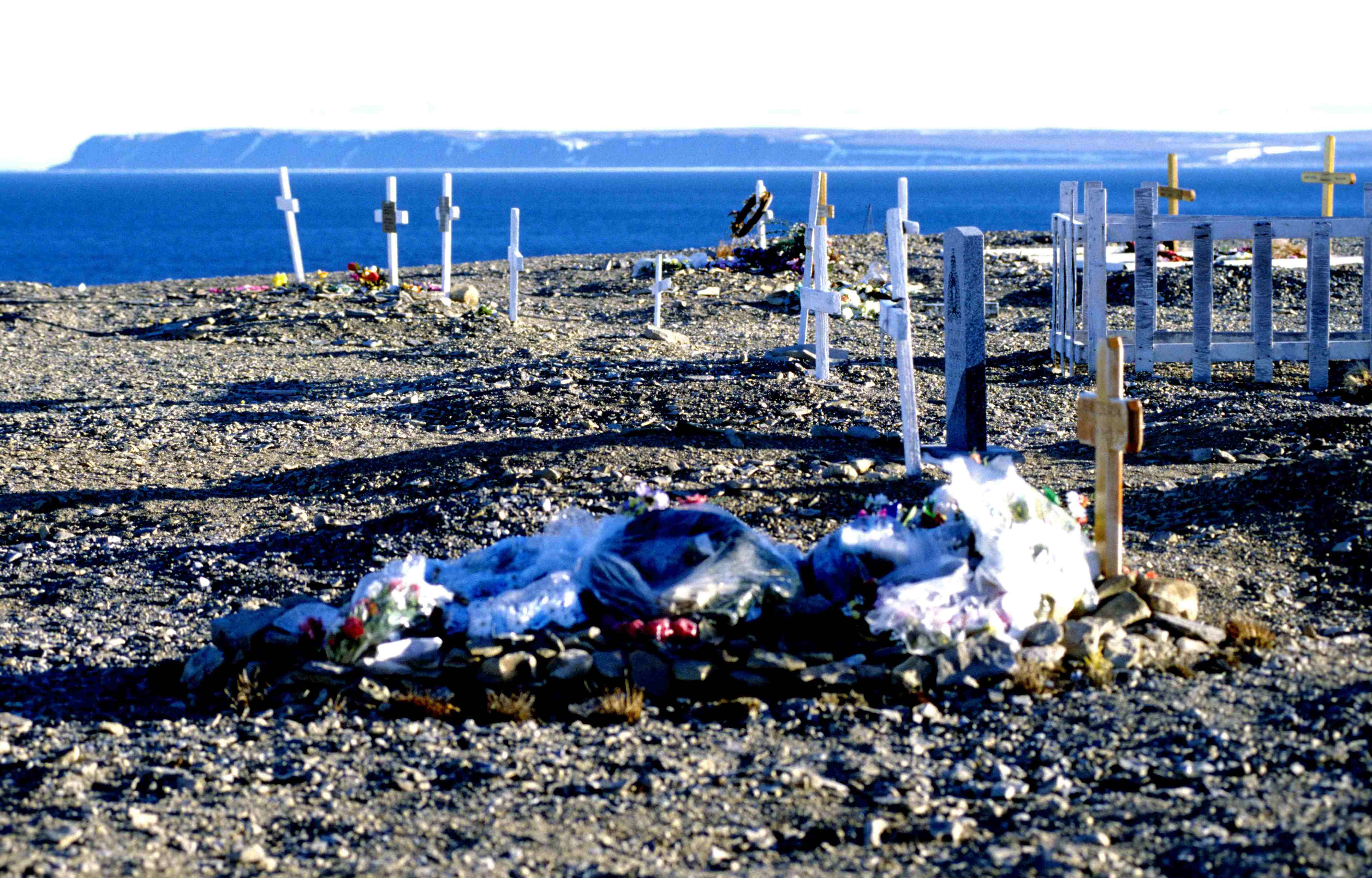
Friedhof von Resolute an der Barrow Strait (Parry Channel)

Solange die Inuit in Lagern oder nomadisch lebten, besaßen sie keine besonderen Grabplätze oder gar Friedhöfe. Vor der Bestattung wuschen die Frauen aus dem Lager den Körper des Verstorbenen und ordneten das Haar, flochten zum Beispiel weiblichen Toten das Haar zu einem schon über der Stirn beginnenden Zopf. Dann hüllten sie den Leichnam in eine große Karibufell- oder Wolldecke und legten ihn weit draußen in der Tundra mit dem Gesicht zum Himmel nieder. Anschließend schichteten sie sorgfältig einen Steinhügel zum Schutz gegen Tierfraß darüber. Dennoch kann man in der Tundra immer wieder auf verstreute menschliche Knochen stoßen – Zeugnisse räuberischer Tiere.
Bestattungsriten ähnlicher Art lassen sich über Jahrhunderte zurück nachweisen; so zeigen zum Beispiel die Funde der ca. 500 Jahre alten Inuit-Mumien von Qilakitsoq, dass die Thule-Eskimos, die Vorfahren der heutigen Inuit, ihre Toten auf ähnliche Weise einhüllten und schützten.
Die Inuit hielten die Polarlichter früher für sichtbare Zeichen der Dahingegangenen. Kinder fürchteten die Geister der längst Verstorbenen und pfiffen oft vor sich hin, um die übernatürlichen Wesen von ihren Händen „wegzublasen“. In vormissionarischer Zeit war es üblich, Neugeborenen den Namen eines unmittelbar zuvor verstorbenen nahen Verwandten zu geben, der so in dem Kind eine Art Wiederkunft erfuhr. Der Brauch hat sich bis heute erhalten, wenn auch die traditionelle Religion aller Eskimovölker bis auf einige wenige Schamanisten in Ostgrönland weitgehend dem Christentum gewichen ist.
Seit dem Umzug in Siedlungen werden die Toten auf Friedhöfen bestattet. An den stundenlangen Totenmessen in den Kirchen nehmen fast alle Siedlungsbewohner teil; die Ortschaften wirken dann wie ausgestorben. Die Begräbnisstätten sind wegen des Permafrosts meist nur von geringer Tiefe und mit Steinbrocken überdeckt; zuweilen lässt sich zwischen dem Gestein blaue Kunststofffolie erkennen. Da und dort enthält eine hölzerne Kiste mit verglastem Deckel ein paar verblassende Kunstblumen und anderen Grabschmuck. Die Grabkreuze stehen oft schief, da es das Gestein nicht anders zulässt. Die Inschriften zeigen, dass noch immer viele Kinder und junge Menschen auf den Friedhöfen ruhen, Opfer von Unfällen oder Naturereignissen und auch Selbstmörder. Nicht selten steht etwas abseits eine Holzhütte: Hier werden die während des Winters Verstorbenen in natürlicher Kälte verwahrt, bis wärmere Jahreszeit das Bestatten zulässt.

#### Herausforderungen durch veränderte Lebensumstände
Das Bewahren der eigenen Identität und das Rückbesinnen auf Geschichte und Vorfahren erwiesen sich bei solcher Veränderung der Lebensweise als außerordentliche Herausforderung, der viele nicht gewachsen waren. Als besonders gravierend erwies sich, dass (wie übrigens in allen nordpolnahen Gebieten) verlorenes Selbstbewusstsein zu Alkohol- und Drogenproblemen führte. Die Selbsttötungsrate stieg bei den Inuit auf das Vierfache der übrigen kanadischen Bevölkerung.
Obwohl selbst heute die Sterberate noch immer hoch und die Lebenserwartung verhältnismäßig gering ist, nahm die Bevölkerung in den vergangenen 40 Jahren deutlich zu. Heute leben in ganz Kanada ungefähr 50.000 Inuit (≈1,6 ‰ der kanadischen Gesamtbevölkerung) in rund 70 Siedlungen, die teilweise kaum mehr als ein paar hundert Einwohner zählen.
Moderne Technik trat in kürzester Zeit an die Stelle der seit Jahrhunderten überlieferten Methoden, das tägliche Leben zu meistern: Schusswaffen ersetzten die Lanzen und Harpunen; Schneemobile und Quads traten zunehmend an die Stelle von Hundegespannen.
Vor allem aber erfolgt nunmehr die tägliche Versorgung über die Anlieferung von käuflichen Lebensmitteln und Konsumartikeln anstelle der Selbstversorgung durch Jagdbeute.
Inuit wurden zu Verbrauchern, die ihren Lebensunterhalt durch Fischen, Jagen, Fallenstellen und Produzieren von Kunst und kunsthandwerklichen Erzeugnissen, daneben auch durch Lohnarbeit bestreiten und häufig durch zusätzliche Sozialhilfe subventioniert werden müssen. Nicht selten ist staatliche Sozialhilfe sogar die einzige Einkommensquelle; die Zahl der Fürsorgeempfänger liegt weit über dem Landesdurchschnitt. Auch ist der Anteil der im öffentlichen Dienst Beschäftigten mit 20–30 % gegenüber 7 % im kanadischen Landesdurchschnitt noch immer außerordentlich hoch und seit der Einrichtung des Territoriums Nunavut sogar steigend. Heutzutage gibt es nur noch wenige Gebiete, wo traditionelle Jagd- und Fischfangmethoden in ihrer ursprünglichen Form erhalten sind.

### Umstellung auf Lebensbedingungen in einem modernen Industriestaat

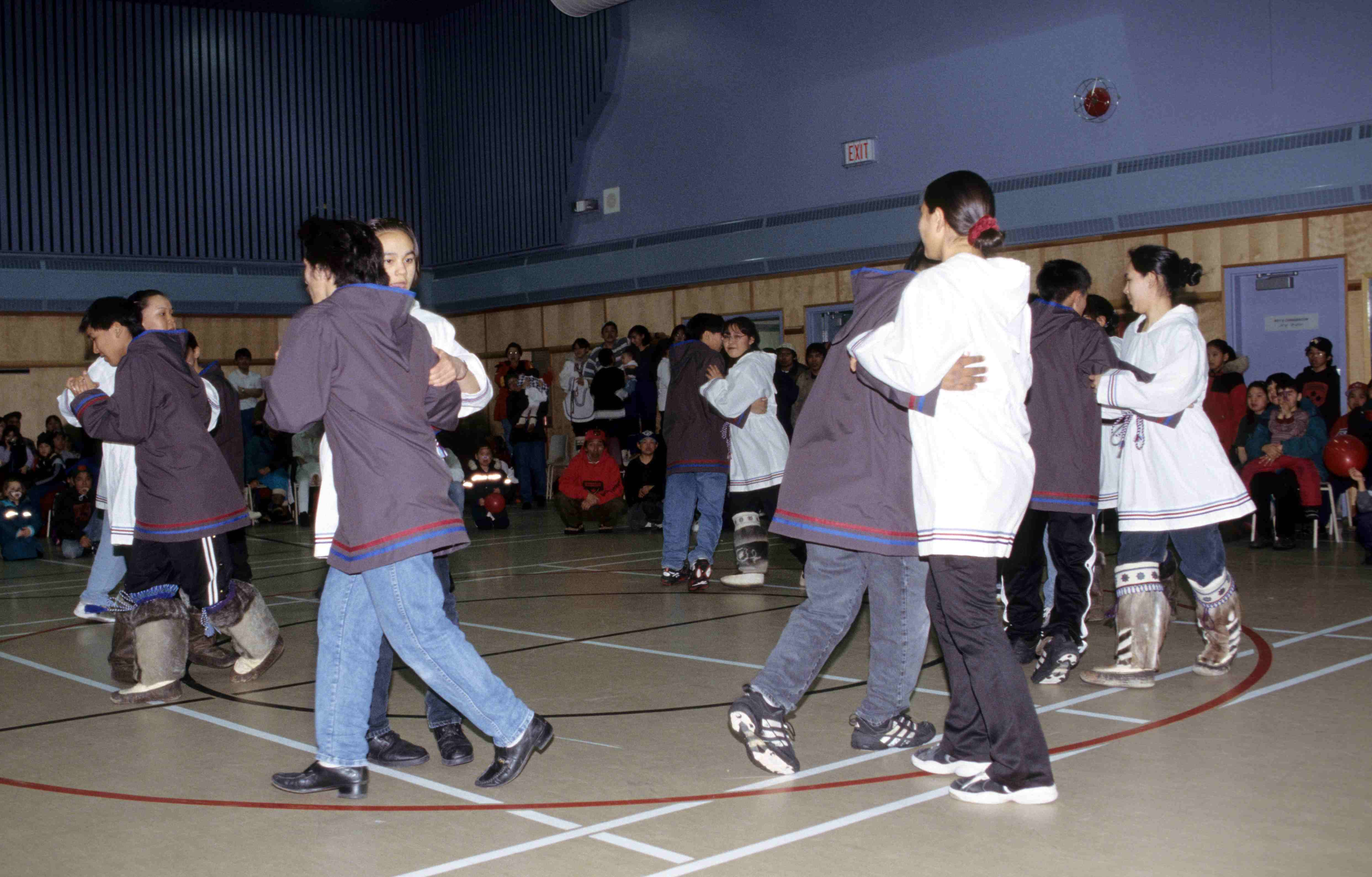
Square Dance aus der Zeit schottischer Walfänger wird heute von den Inuit in vielfach abgewandelter Form getanzt.

Den Inuit Kanadas (und auch Alaskas) bereitete die kapitalistische Denkweise des Südens größere Probleme. Einschneidend war für diese aus einer homogenen Lebensgemeinschaft stammenden Menschen die Erfahrung, dass sich die Akzente in einer auf Verdienst ausgerichteten Leistungsgesellschaft hinsichtlich Autorität, Macht und Wohlstand wesentlich verschieben. Waren sie zuvor in ihrer Lebensweise unabhängig, so fühlten sie sich jetzt in die Fesseln eines monetären Systems gezwungen. In der Folge bildeten sich neue Verhaltensmuster heraus, die die familiären Bindungen besonderen Belastungen aussetzten. Die Umstellung auf völlig andere Lebensbedingungen, dazu noch in neuartigen Verwaltungszentren, die von ortsfremden kanadischen Staatsangestellten nach industriestaatlichen Regeln organisiert wurden, fiel den Inuit verständlicherweise schwer, und viele Menschen haben die Veränderungen bis heute nicht bewältigt: Sie sind weder in der neuen Kultur noch in der ihrer Vorfahren heimisch.
Von umwälzender Bedeutung für die kulturelle Entwicklung der Inuit war auch die in mancher Hinsicht nicht unkritisch zu betrachtende Missionierung durch die Anglikanische Kirche und die römisch-katholische Kirche in der ersten Hälfte des 20. Jahrhunderts. Gilt die Arktis heute zwar als weitgehend christianisiert, so scheint sich unterschwellig dennoch manches aus dem arktischen Schamanismus trotz seiner Verdammung durch die Missionare recht gut neben christlichem Gedankengut zu behaupten.

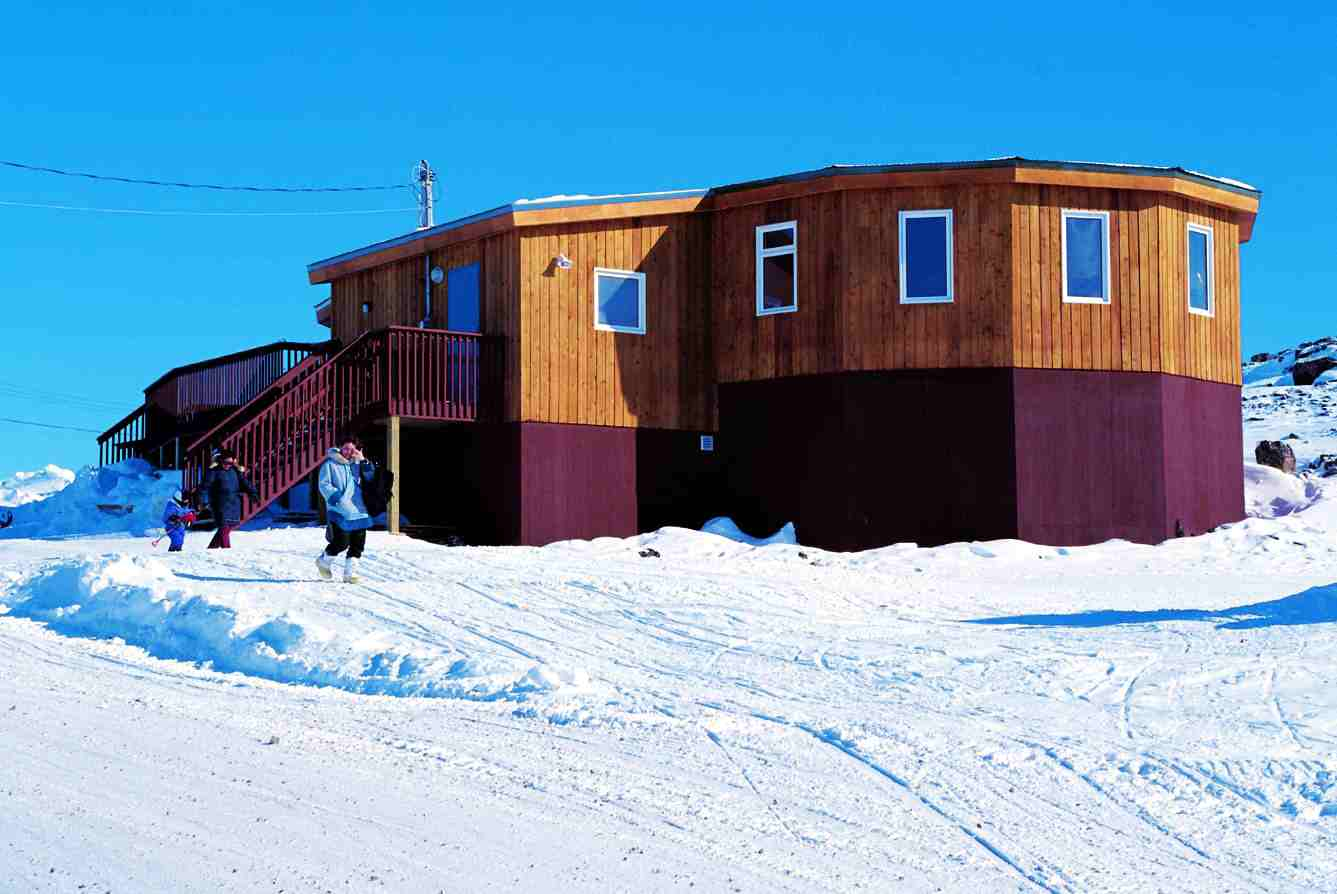
Kindertagesstätte (Kinngait)

Am leichtesten fällt die Umstellung auf das Leben in einem modernen Industriestaat natürlich den jungen Menschen, denen sich ganz neuartige Chancen eröffnen, freilich auch mit all den Problemen gepaart, die sich mit dem Schlagwort „Fernsehkultur“ umschreiben lassen. An die Stelle des traditionellen Meister-Lehrling-Verhältnisses zwischen Eltern und Kindern, das ohne Lesen und Schreiben auskam, ist in den 1950er Jahren die allgemeine Schulpflicht getreten. Inuit wurden als Lehrer und Geistliche ausgebildet – allerdings in noch viel zu geringer Zahl. Grundschulerziehung erfolgt heute in nahezu allen Siedlungen; während der ersten drei Schuljahre ist Inuktitut die maßgebliche Unterrichtssprache, und in vielen Schulen der Arktis vermitteln „Elders“, das sind als erfahren anerkannte ältere Siedlungsbewohner, auf eigens dafür geplanten Veranstaltungen Kenntnisse über Kultur, Gebräuche und Lebensweise aus der Vorsiedlungszeit. Trotz aller Anstrengungen ist jedoch generell die Zahl der Schulabbrecher wegen fehlender Motivation recht hoch.

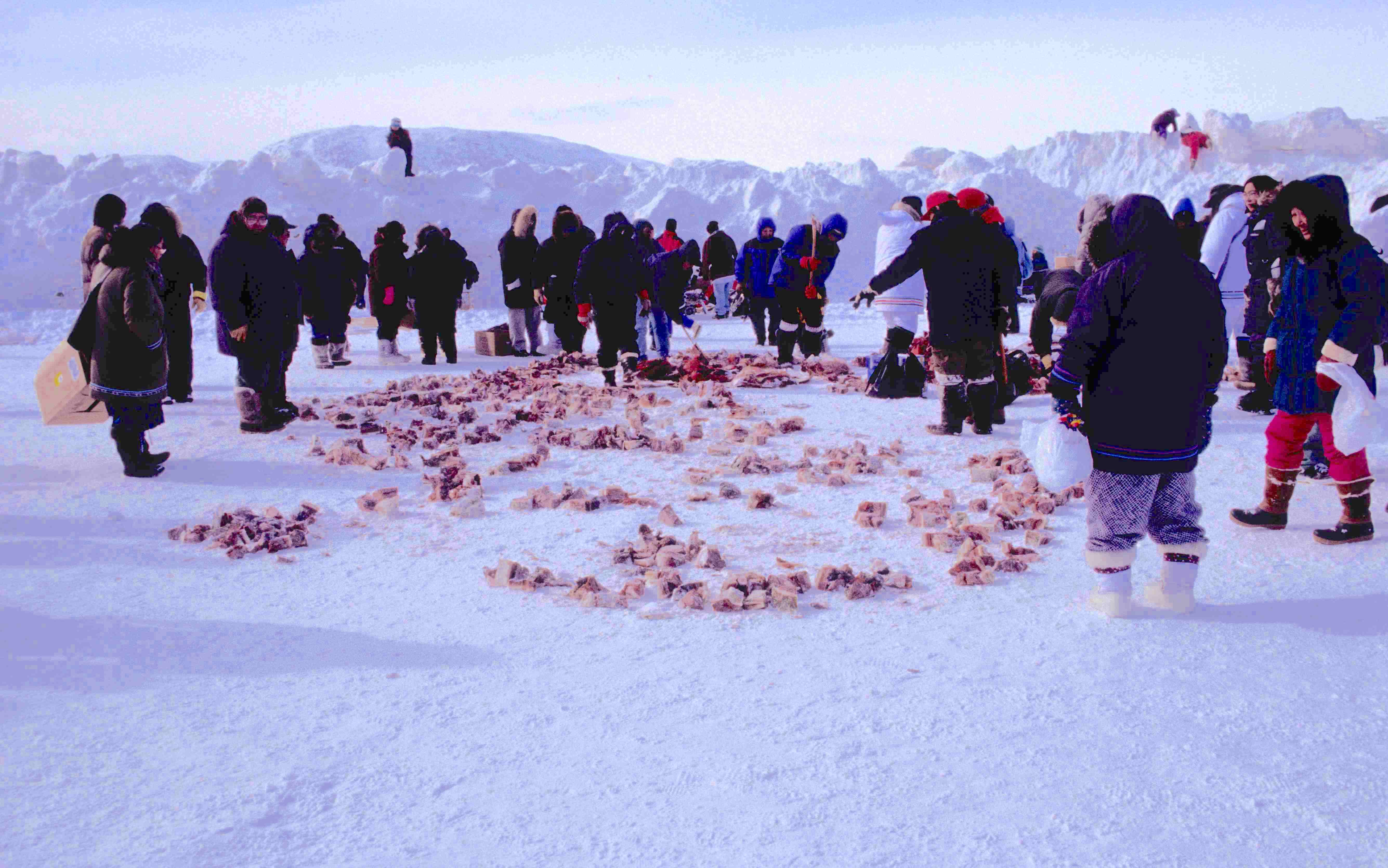
Verteilung von gefrorenem fermentiertem Walrossfleisch

Weiterführende Schulen zu besuchen ist in der Arktis nicht in jeder Siedlung möglich und verlangt daher meist ein Verlassen der Heimatorte während des Schuljahres, was vielen außerordentlich schwerfällt. Aus diesem Grund verfügen bislang auch nur wenige Inuit über Hochschulbildung; auch sie müssten ja während der Studienzeit ihre Heimat verlassen. Allgemeine Berufsausbildung wird erst seit kurzem angeboten, jedoch von den jungen Menschen oft nicht angenommen, da sie häufig Berufe und Fertigkeiten vermittelt, die in der Arktis anscheinend noch nicht benötigt werden.
Es hat nicht an intensiven Bemühungen gefehlt, den Inuit Wege in eine weitgehend selbst gestaltete Zukunft zu ebnen und ihnen bei der Rückbesinnung auf die eigenen Werte, auf die persönliche Identität zu helfen. Wichtig war es dabei, zwischen Mann und Frau ein neues Rollenverständnis zu vermitteln: In der Vergangenheit war der Mann als Jäger für das (Über-)Leben der Familie verantwortlich, während der Frau die Aufgabe der Kinderbetreuung im Lager zufiel. Nunmehr sind oft beide (anders als dieser Prozess im europäischen Kulturraum verlief), ganze Entwicklungsstufen überspringend, mit für sie neuartigen Aufgaben befasst. Nicht selten fällt auch der Frau allein die Rolle des Ernährers zu, während der Mann arbeitslos ist.

#### Erfolgsrezept Kooperativen
Große Hoffnungen wurden auf die Einrichtung von Kooperativen gesetzt, mit deren Hilfe den Inuit die Fähigkeit vermittelt werden sollte, wertschöpfende Aktivitäten zu organisieren, um sich so eigenverantwortlich wieder selbst zu versorgen und zugleich ihre traditionelle Kultur zu bewahren. In der Tat erwiesen sich diese Kooperativen, meist unter dem Management von „Qallunaat“ (Nicht-Inuit), als sehr erfolgreich, denn durch sie gelang auch in der Realität, wirtschaftliches Denken mit überlieferten Tätigkeiten und Werten zu verknüpfen.
Die Kooperativen entwickelten Aktivitäten auf den unterschiedlichsten Gebieten. Sie betätigten sich bei der Versorgung mit Waren und Dienstleistungen, etwa dem Handel mit Öl, Gas, Benzin und Baumaterialien, dem Betrieb von Supermärkten mit Nahrungsmitteln, Kleidung und technischen Gütern, von Hotels und Restaurants, der Errichtung und Organisation von Freizeit- und Tourismuseinrichtungen. Überörtlich betrieben die Kooperativen kommerziell organisierten Pelzhandel und Fischfang sowie die Gewinnung von Daunen und Vogelfedern.

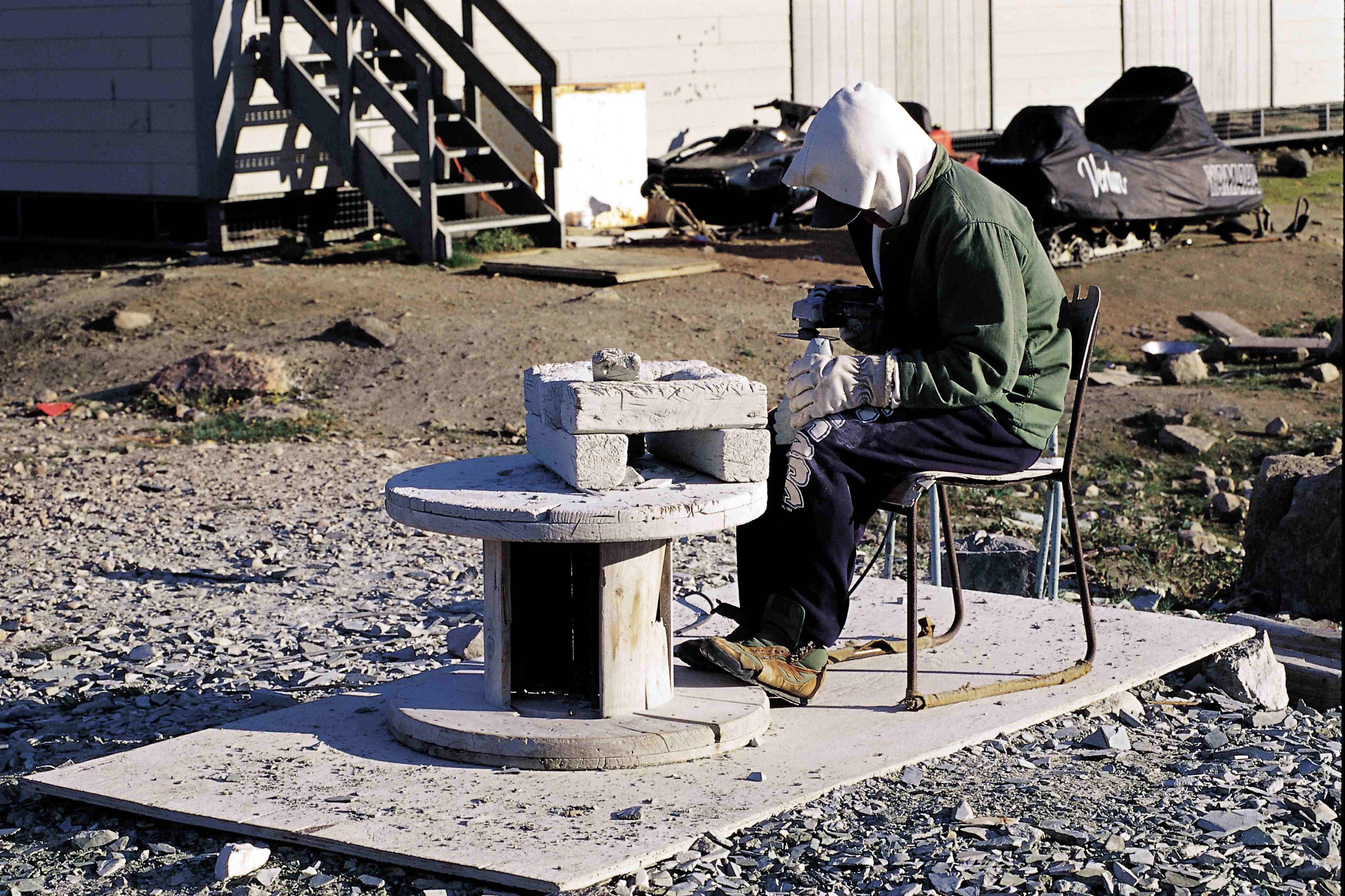
Steinschnitzer vor seinem Haus

Auf kulturellem Gebiet widmeten sich die Kooperativen und ähnliche Zusammenschlüsse intensiv der Förderung von künstlerischen Neigungen, die bei den Inuit ungewöhnlich ausgeprägt waren und noch sind. Die Herstellung und der Vertrieb von Inuit-Kunst, genauer: von Kunstobjekten und kunsthandwerklichen Gegenständen, vor allem von Skulpturen aus Serpentin, Serpentinit, Steatit (Speckstein) und Marmor, bald darauf aber auch von Kunstgrafik (Zeichnungen, Steinschnitte, Lithografien, Radierungen) und Textilkunst (zum Beispiel Wandbehänge), zeitigten hervorragende wirtschaftliche und kulturelle Erfolge. Im Laufe der vergangenen 50 Jahre erreichte dieser Geschäftszweig der Kooperativen außerordentliche Bedeutung für die Wertschöpfung in den Inuit-Regionen und steht, weit vor dem Handel mit Jagderzeugnissen, wie Fellen, Geweihen oder Elfenbeinstoßzähnen, klar an erster Stelle – allerdings mit dem wachsenden Problem einer Überproduktion. Ähnliches gilt übrigens auch für entsprechende Kunst aus Grönland, etwa die aus Walross-Elfenbein geschnitzten ostgrönländischen Tupilaks.
Lag der Umsatz des durch Inuit-Kooperativen betriebenen Handels mit kunsthandwerklichen Gegenständen und echter Kunst 1965 noch unter 100.000 kanadischen Dollar, so war er in den folgenden zwei bis drei Jahrzehnten bereits auf 5 Millionen Dollar gestiegen – jeweils zu Grossopreisen; nicht erfasste Umsätze werden zusätzlich auf einige Millionen Dollar geschätzt. Trotz mannigfacher Versuche, die Tätigkeitsfelder auszuweiten, findet echte Wertschöpfung auch heute noch überwiegend auf dem Konsumgütersektor und kaum im eigentlichen Produktionsbereich statt.

### Aktuelle Entwicklungen
In einem fünftausend Jahre umfassenden Zeitraum haben sich die eskimoischen Volksgruppen ethnisch immer mehr auseinanderentwickelt. Die zunehmende Einbindung in ihnen fremde, von der Arktis Besitz ergreifende Staatengefüge führte nach dem Zweiten Weltkrieg jedoch zur Erkenntnis, dass sie nur dann ihre kulturelle Identität aufrechterhalten könnten, wenn sie auf internationaler Ebene geeint aufträten. So schlossen sich die eskimoischen Volksgruppen Kanadas mit ihren Verwandten in Alaska und Grönland (nach dem Zusammenbruch der Sowjetunion auch mit den sibirischen Tschuktschen) in einer „Pan-Eskimo-Bewegung“ zusammen. Unterstützt wird diese Bewegung von der 1977 nach vierjähriger Vorlaufzeit gegründeten Inuit Circumpolar Conference, zu der ihr Vorkämpfer Eben Hopson (North Slope Borough, Alaska) mit seiner Vision eingeladen hatte, eine Einheit der Eskimo in einer selbständigen Nation zu konstituieren.
Während der 1980er und 1990er Jahre war durchaus ein nationalistischer Trend zu spüren, und es fehlte nicht am Wunschdenken, den Traum von zirkumpolarer Einheit zu verwirklichen. Doch in der Realität des alltäglichen Lebens setzte sich rationales, nicht zuletzt auch finanzpolitisches Denken durch.

#### Nunavut

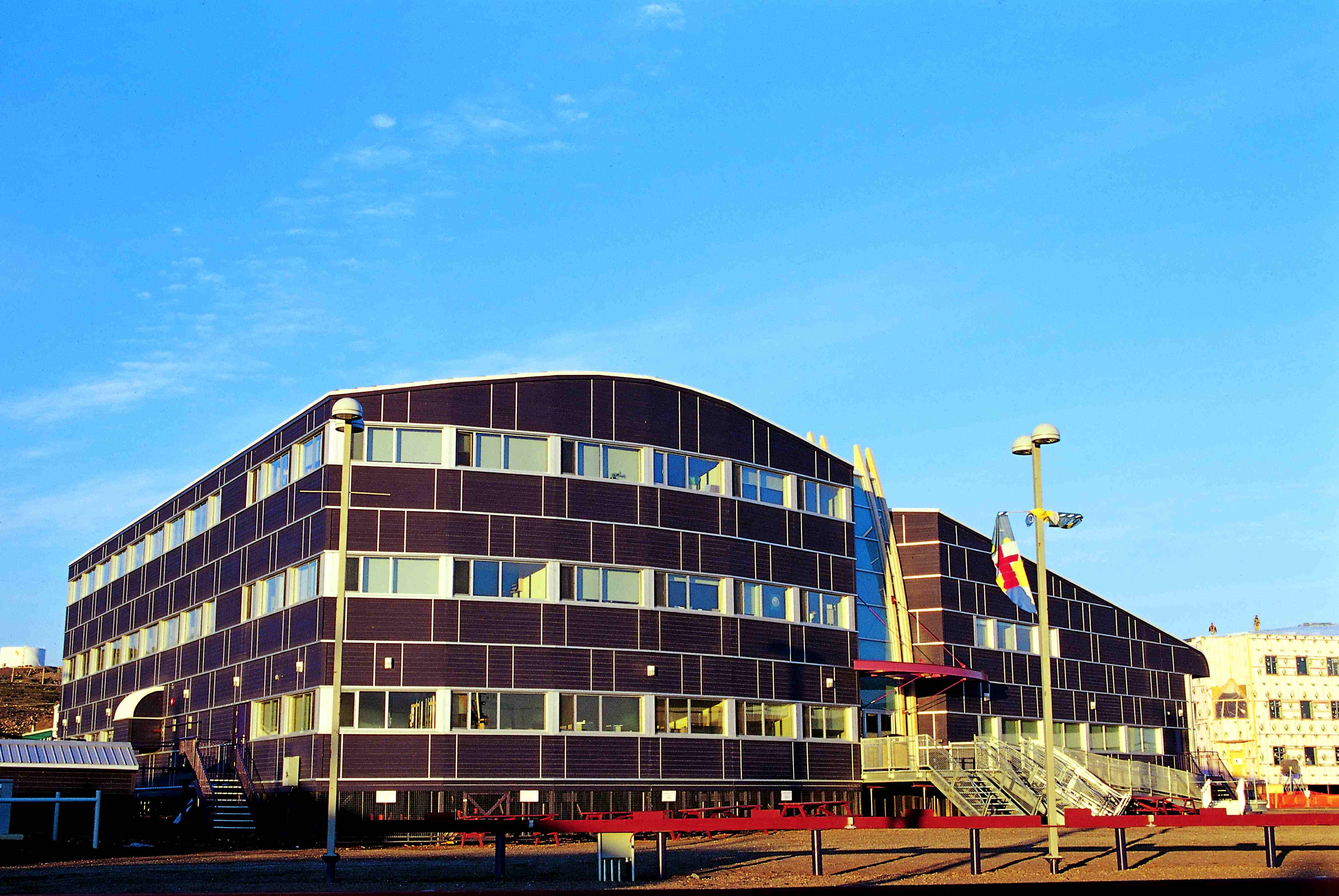
Nunavut-Parlamentsgebäude in Iqaluit

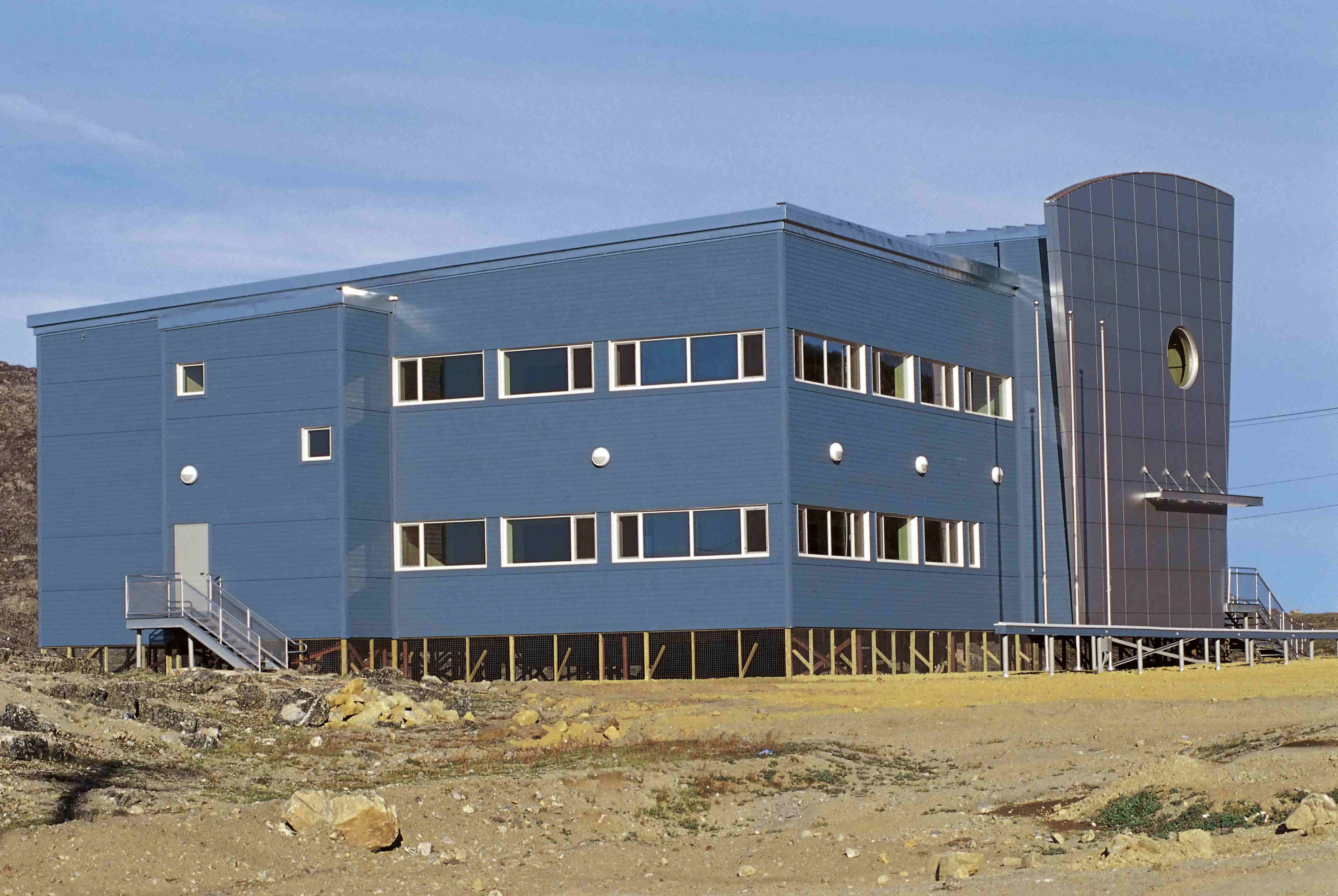
Regierungsgebäude in Kinngait

Bei allen Anstrengungen, kulturelle Werte aus der Vergangenheit zu bewahren und zu pflegen, wünschen sich die Inuit den Fortschritt, den die moderne Industriegesellschaft bietet. Sie zeigen sich besorgt über Umweltgefährdungen durch technische Prozesse bei der Erschließung von Rohstoffen, sind aber auch interessiert an einer Zukunft nach westlichem Modell. Sie haben zugleich erkannt, dass sie ihre Lebensbedingungen wesentlich besser nach eigenen Vorstellungen gestalten können, wenn sie räumlich begrenzt sich auf gemeinsam zu verfolgende Ziele einigen.
Nicht anders als bei den kanadischen Indianern wuchs so bei den Inuit Kanadas das Verlangen nach kollektiven ethnischen Rechten und einem eigenen Territorium mit einer aus ihren Reihen gebildeten Regierung und Inuktitut als einer der Amtssprachen. Auf Bundesebene erhielten die Inuit 1962 das Wahlrecht; 1979 wurde erstmals ein Inuk, Peter Ittinuar, zum Parlamentsabgeordneten gewählt. 1976 erhob die Organisation Inuit Tapirisat („Inuit-Bruderschaft“) erstmals die Forderung zur Einrichtung eines eigenen Territoriums im Nordosten Kanadas. Nach über 15-jährigen Verhandlungen wurde am 12. November 1992 zwischen Inuit, Bundes- und Territorialregierung schließlich eine Vereinbarung, der sog. „Nunavut-Vergleich“, getroffen, der festlegte, dass ab 1. April 1999 der Norden Kanadas aus drei Territorien bestehen sollte: Yukon, Nunavut und restliche Nordwest-Territorien. Nunavut wurde von diesem Zeitpunkt an wie die beiden anderen Territorialgebiete direkt der kanadischen Bundesregierung unterstellt und erhielt zunehmend verwaltungstechnische Eigenständigkeit. Die Inuit verfügen über nennenswerte lokale Kontrollrechte. Wichtige Verwaltungspositionen, darunter auch Polizei-, Rechts- und Sozialhilfefunktionen, werden durch sie mit wahrgenommen. Als offizielle Regierungssprache gelten Inuktitut, Englisch und Französisch. In Kanada leisten die Inuit freiwilligen militärischen Dienst in den Canadian Rangers, der Großverband wird mit seinen Verbänden nur territorial eingesetzt. Sein Hauptauftrag ist die militärische Präsenz und Überwachung in entlegenen Gebieten.
Eine Übereinkunft (Abkommen der Jamesbai und des Québecer Nordens) zwischen der kanadischen Bundesregierung, der Provinz Québec und Vertretern der Inuit brachte mit der Einrichtung einer „Kativik-Regionalregierung“ (Administration régionale Kativik) der Nunavik-Region 1978 eine erweiterte politische Autonomie. Danach wählen zum Beispiel alle Bewohner der 14 Nunavut-Siedlungen bei regionalen Wahlen ihre eigenen Abgeordneten.

#### Regelung von Landansprüchen und Eigentumsrechten
Ein wichtiges, die Weiterentwicklung der Inuit-Kultur prägendes Kapitel kanadischer Arktispolitik spiegelt sich in den Abkommen wider, mit denen Landansprüche der Inuit gegenüber dem kanadischen Staat geregelt werden. Mit der fortschreitenden Erschließung der kanadischen Arktis und ihrer Bodenschätze kam es immer mehr zu Konflikten über Landbesitz und Eigentumsrechte zwischen Vertretern der Inuit und der Bundesregierung. Land, das keinen Privateigentümer hat, gilt zwar als Staatsbesitz, doch erhoben die Inuit einen Besitzanspruch auf große Gebiete, die sie seit so vielen Jahrhunderten bewohnen und nutzen. Die aufgrund einer 1984 getroffenen Vereinbarung über Landansprüche der Inuvialuit (der Inuit-Verwandten in der westlichen Arktis) zur Verfügung gestellten Mittel verbesserten die Situation der in dieser Region lebenden Ureinwohner, indem den 2.500 Inuvialuit 91.000 km² Land sowie eine finanzielle Entschädigung, Mittel für die Verbesserung der Sozialstruktur, Jagdrechte und mehr Einflussnahme auf den Umgang mit der Tierwelt, auf Natur- und Umweltschutz zugesichert wurden.
Das 1993 mit der Tungavik Federation of Nunavut erzielte Abschlussabkommen ist das umfassendste, das je in Kanada getroffen wurde. Danach erhalten rund 17.500 Inuit 350.000 km² Land, finanzielle Entschädigung, Anteil an den Einnahmen, die durch die Erschließung der Bodenschätze erzielt werden, Jagdrechte sowie größeres Mitspracherecht bei Fragen zu Land und Umwelt.
Auch im Norden der Provinz Québec wurden Landansprüche von Inuit-Gruppen erfolgreich geregelt. Und auch mit der Vereinigung der Inuit von Labrador, die etwa 3.800 Inuit vertritt, die im Landesinnern und an der Küste von Labrador (einem Teil der Provinz Newfoundland) leben, laufen Verhandlungen.

## Traditionelle Inuit-Kultur und selbstbestimmtes Leben

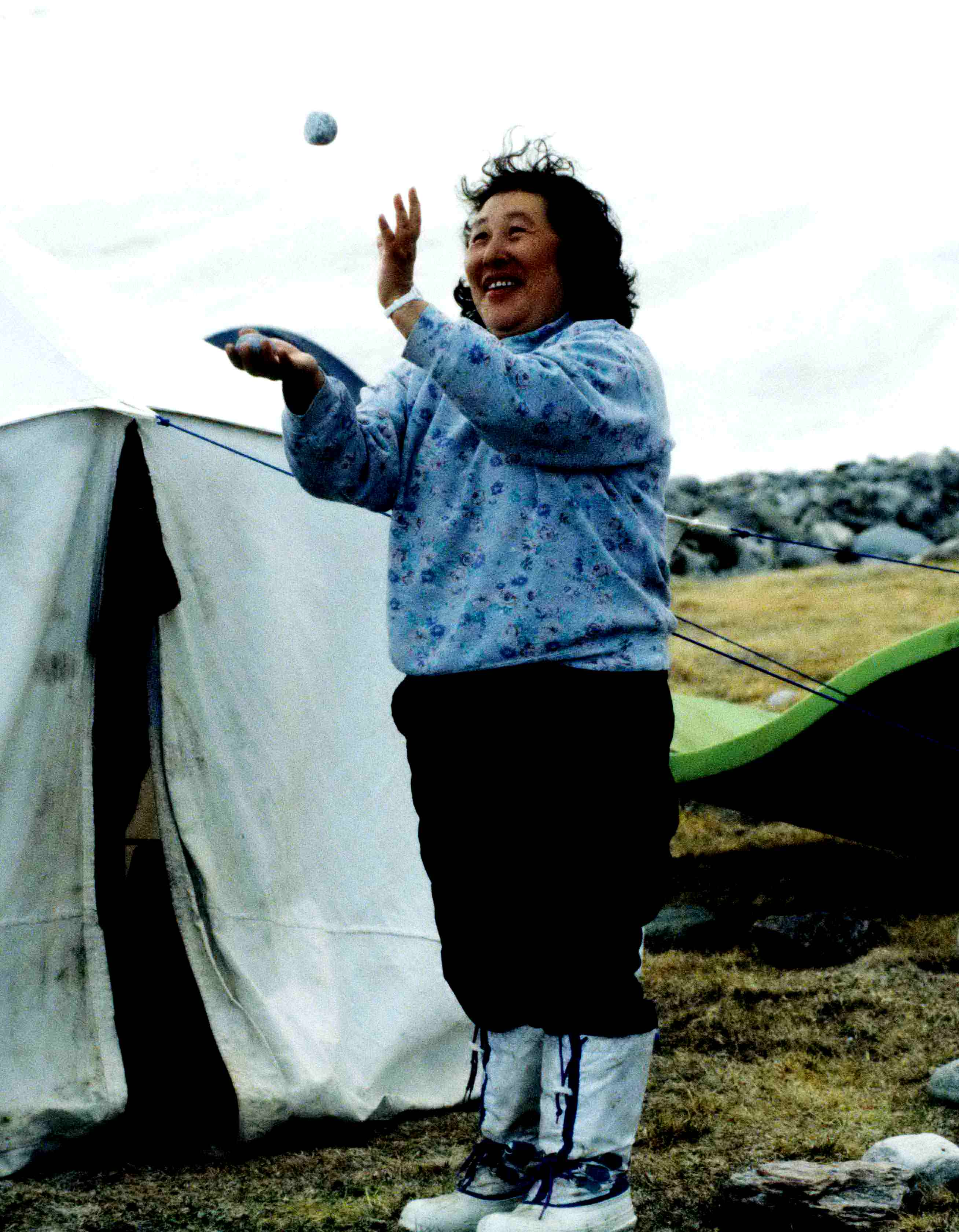
Traditionelles Spiel mit Steinen (1995)

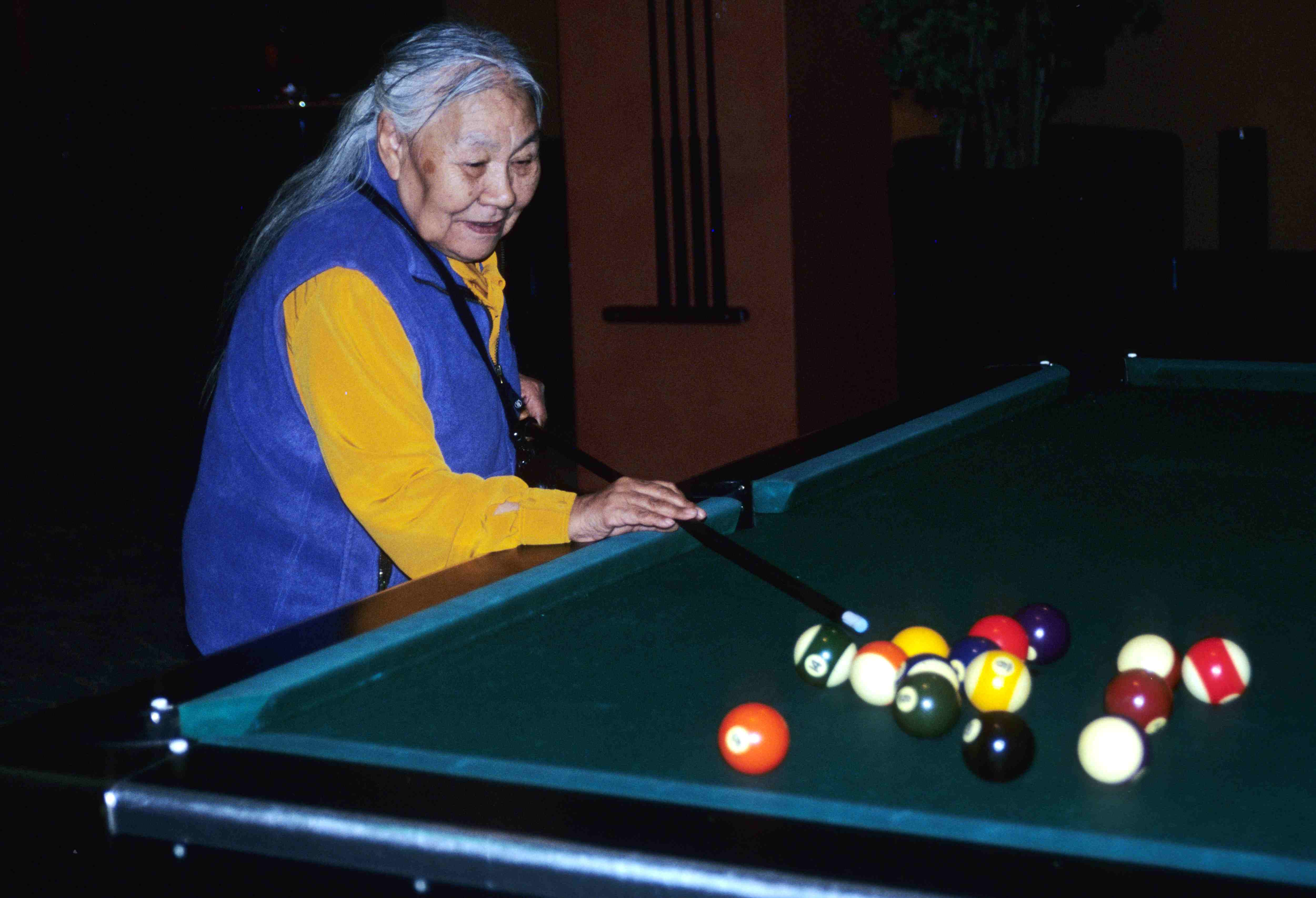
Inuit-Künstlerin Kenojuak Ashevak beim Billardspielen in einem Berliner Hotel (2004)

Die Inuit erwarten viel von Selbstbestimmung und auch – soweit es die Nordostarktis Kanadas betrifft – von der Regierung des Territoriums Nunavut und dessen Parlament, das keine Parteien hat, sondern aus einer Persönlichkeitswahl hervorgeht und sich zuletzt 2004 einer ersten Wiederwahl stellte. Den Problemen des Territoriums entsprechend liegen auf den Gebieten Arbeit und Soziales, Recht, Gesundheit und Erziehung die größten Herausforderungen. Schwierige Verhältnisse zeichnen sich zum Beispiel auf dem Gebiet der Rechtspflege ab, wo traditionelle Auffassungen der Inuit dem Rechtssystem des kanadischen Staats gegenüberstehen.

### Erhaltung und Pflege von Tradition und Kultur
Generell sieht die Regierung von Nunavut eine ihrer wichtigsten Aufgaben darin, Tradition und Kultur der Inuit zu erhalten und zu pflegen. So unternimmt sie gegenwärtig große Anstrengungen, das Wissen von „Elders“ (Ältesten) über die Zeit vor dem Umzug der Inuit in Siedlungen mit modernen technischen Methoden (zum Beispiel Aufnahme von Interviews auf Tonträger und Filme) zu konservieren; hierfür ist es höchste Zeit, da Elders mit entsprechenden Kenntnissen naturgemäß in immer geringerer Zahl zur Verfügung stehen.

#### Zeitgenössische Literatur

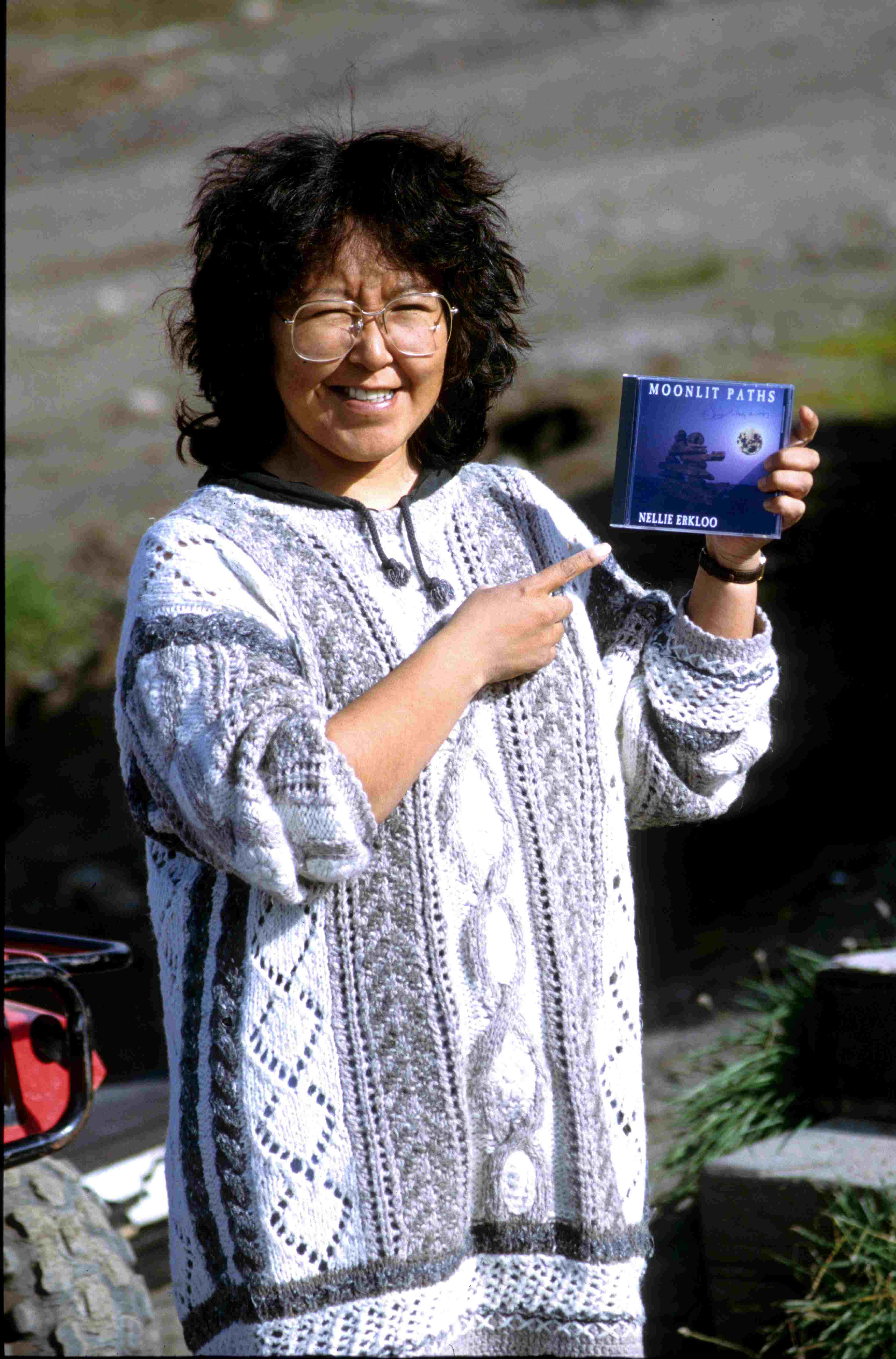
Inuit-Sängerin Nellie Erkloo aus Pond Inlet

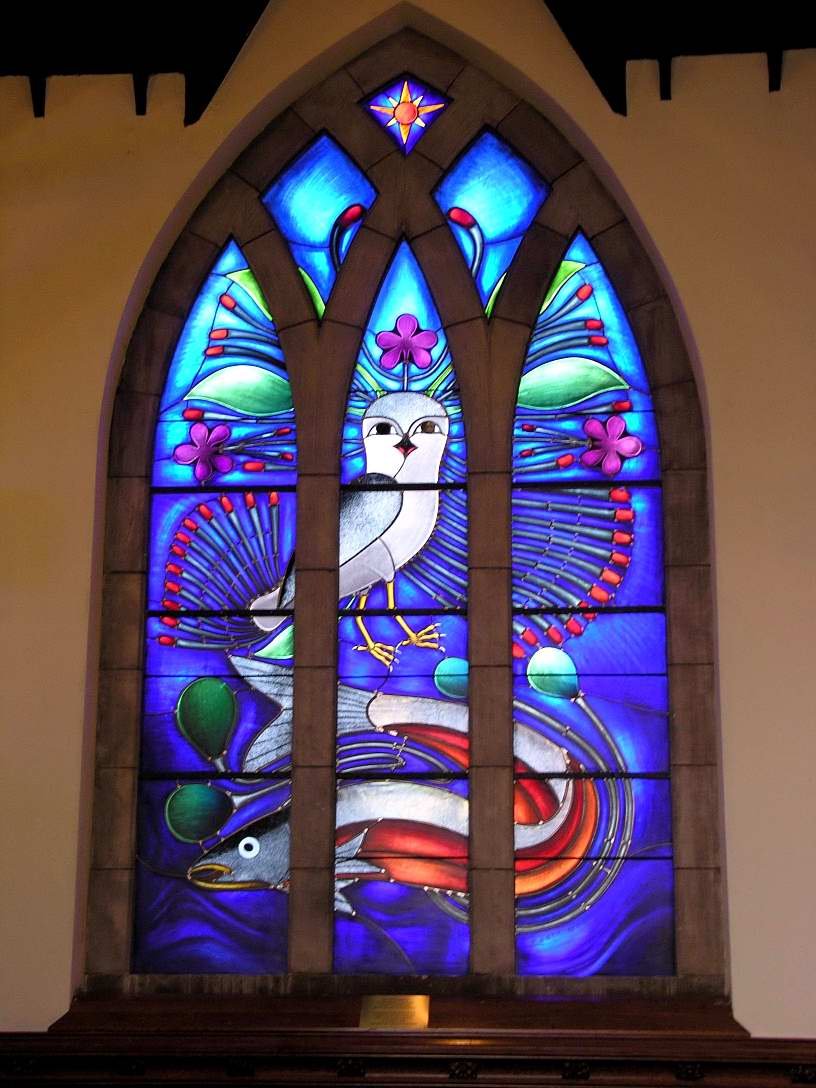
Kenojuak Ashevak: Kirchenfenster der John Bell Chapel des Appleby Colleges in Oakville bei Toronto

Zum jahrhundertealten Kulturerbe der Inuit zählen auf besondere Weise Mythen und Legenden, die allerdings ausschließlich mündlich überliefert wurden, weil die Inuit über kein Schreibsystem und dementsprechend auch über keine eigene Literatur verfügten. Die Aufgaben, die in anderen Kulturkreisen dem Sektor Literatur zugewiesen waren, fielen daher überwiegend dem Erzählen von Geschichten zu. Den Inuit-Familien gab der mündliche Vortrag tradierten Wissens vor allem das Gefühl unmittelbarer Zusammengehörigkeit. Zugleich verknüpfte das Erzählen Vergangenheit und Gegenwart, da die wesentlichen Aussagen von Generation zu Generation möglichst unverändert weitergegeben und uneingeschränkt als Wahrheit akzeptiert wurden. Selbst heute noch sind unter den Inuit keine „Literaten“ im engeren Sinne zu finden: Wer sich schriftstellerisch betätigt, verfasst in erster Linie Berichte, Überblicke und Essays über traditionelle Zusammenhänge oder eigene Erlebnisse („non-fiction“), selten eigene (meist hymnische) Gedichte oder Lieder. Zu den bekanntesten Inuit-Autoren zählen unter anderem der kenntnisreiche ehemalige „Commissioner of Nunavut“ (staatlich höchster Repräsentant des Territoriums) Peter Irniq (1947 am Lyon Inlet, Kivalliq-Region geboren), der Schriftsteller, Dichter, Cartoonist und Fotograf Alootook Ipellie (1951 in einem Lager nahe Iqaluit geboren, 2007 in Ottawa gestorben) oder der ebenfalls schriftstellerisch aktive ehemalige Präsident der „Makivik Corporation“ Zebedee Nungak (1951 im Süden von Puvirnituq geboren).

#### Traditionelle und zeitgenössische Musik
Die Musiktradition der Inuit ist uralt, war aber formenarm: Man kannte „Aya-Yait“, das sind Lieder, mit denen die Inuit Erfahrungen von Generation zu Generation weitergaben und deren Refrain „aya-ya“ ihnen ihre Bezeichnung verlieh. Musikalisch handelte es sich um einfach strukturierte Kompositionen. Das traditionelle „Throat singing“ (ein Kehlgesang) und der rituelle Trommeltanz – die Rahmentrommel war das einzige Instrument – erheben keineswegs kompositorischen Kunstanspruch; teils dienten sie der Unterhaltung, teils mythisch-religiösem Brauchtum, was von den Missionaren bekämpft wurde. Charakteristisch für den rezitativen Gesang waren der komplexe Rhythmus, eine auf die Reichweite einer Sextine begrenzte ondulierende Melodie und die Verwendung der großen Terz und der kleinen Sekunde.
Europäische Weisen lernten die Inuit erstmals von Walfängern kennen; durch diese lernten sie auch ein europäisches Streichinstrument kennen, nach dem sie die Fiedel Tautirut bauten. Von den Walfängern erlernten sie überdies den „Squaredance“. Die Herrnhuter Brüdergemeine führte im 19. Jahrhundert in Grönland den religiösen Chorgesang ein. Im 20. Jahrhundert kam das bei den Inuit bis heute sehr beliebte Akkordeon hinzu. In den letzten beiden Jahrzehnten setzte sich in der Arktis immer mehr eine Art Popmusik durch, die die Inuit aus dem Süden übernommen hatten und dann auf eigene Weise umformten. Die derzeit wohl bekannteste Inuit-Sängerin ist Susan Aglukark, 1967 in Manitoba geboren und in Arviat aufgewachsen.
Die erste grönländische Rockband Sumé bildete sich 1972 im dänischen Studienort Sorø um Malik Høegh und Per Berthelsen. Ihr Debütalbum von 1973 Sumut war Ausdruck eines neuen grönländischen Selbstbewusstseins. Sumé verband amerikanische und britische Rockmusik mit Elementen des traditionellen Trommeltanzes. Die zornigen grönländischen Texte waren vor allem gegen die kulturelle Überfremdung durch Dänemark gerichtet. Sumé trennten sich 1977, treten aber seit den 1990er Jahren immer wieder gemeinsam auf. Die Songs von Malik und Per gelten heute als moderne Klassiker.

#### Zeitgenössische bildende Kunst
Zeitgenössische bildende Inuit-Kunst und -Kunsthandwerk sind erst in der zweiten Hälfte der 1950er Jahre als wichtige Quellen für Wertschöpfung entstanden. Serpentin- und Marmorskulpturen, Kunstgrafik, Wandbehänge und -teppiche (letztere vor allem aus Arviat, Baker Lake und Pangnirtung), Schmuck, Keramiken und Puppen geben heute einer großen Zahl von Inuit-Künstlern und -Künstlerinnen aller Generationen neben Jagen und Fischen eine wesentliche Lebensgrundlage.

### Wertschöpfung in der Arktis

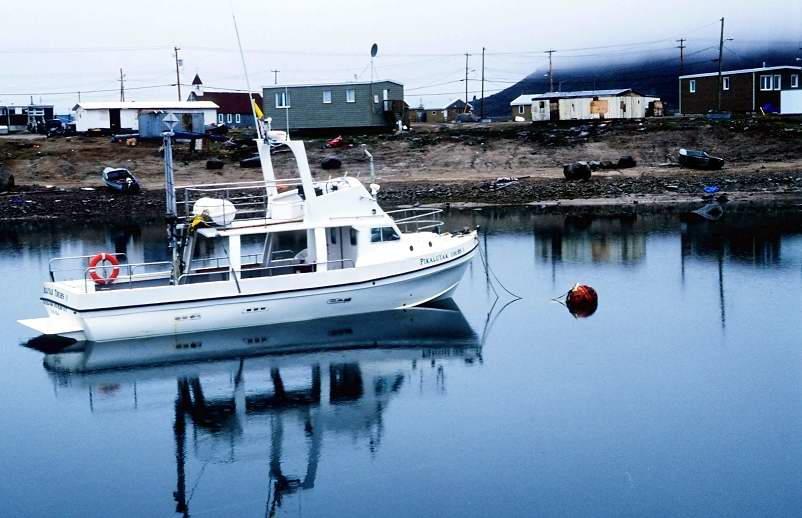
Moderne Inuit-Jacht in einer Bucht von Qikiqtarjuaq für Tourenfahrten zu entfernteren Fjorden und Gletschern an der Ostküste der Baffin-Insel

Überaus wichtig ist es für die Territorialregierung, zugleich nach Wegen zu suchen, wie sich das Sozialprodukt des neuen Territoriums wesentlich steigern lässt, was nicht zuletzt bedeutet, die tief in den Inuit verwurzelte Bindung an ihre Tradition mit den Anforderungen der Moderne in Einklang zu bringen. Jagen, Fallenstellen und Fischen dienen im Wesentlichen der eigenen Bedarfsbefriedigung und tragen bei weitem nicht genügend zur erforderlichen Wertschöpfung bei. Der Handel mit den dabei gewonnenen höherwertigen Produkten wie Robbenfellen oder Elfenbein von Narwal und Walross unterliegt zudem internationalen Einschränkungen. Der Erlös aus künstlerischer oder kunsthandwerklicher Arbeit, obwohl wichtiger Wertschöpfungsfaktor, sichert nur wenigen Menschen ausreichenden Lebensunterhalt, zumal meist große Familien mit unterhalten werden müssen. Als Zukunft sichernder Erwerbszweig ist solche Arbeit naturgemäß limitiert. Genauso begrenzt ist die Ausweitung von Tourismus: Gruppenreisen in die Arktis finden nur schwer eine ausreichende Teilnehmerzahl, und Individualreisen bringen nur begrenzt Kapital ins Land; am ehesten tragen Kreuzfahrtschiffe zur Wertschöpfung bei.
Tradition und Moderne in Einklang zu bringen, ist nach dem zuvor Ausgeführten die zentrale Aufgabe, die die Führung des Territoriums zu lösen hat. Ob das beispielhafte Selbstbestimmungsmodell Nunavut Erfolg haben wird, hängt nicht zuletzt davon ab, ob es in absehbarer Zeit genügend qualifizierte Inuit geben wird, die in der Lage sind, Führungsaufgaben zu übernehmen. Der Nachholbedarf an Erziehung und Ausbildung ist noch immer erheblich. Die Erwartungen gehen dahin, dass es den für Nunavut Verantwortlichen gelingt, unter den Inuit ausreichend viele Führungskräfte für die zahlreichen Aufgaben zu schulen, welche die Schaffung ihres selbstverwalteten Territoriums mit sich bringt. Darin sieht man große Chancen für die Inuit, ihre traditionelle Kultur zu erhalten und dennoch dem Anspruch zu genügen, Mitglieder einer Nation zu sein, die mannigfaltige Kulturen gleichwertig in einem modernen Industriestaat zusammenfasst.

## Filme
- Nanuk, der Eskimo; Nanook of the North (Robert J. Flaherty), 1922
- Eskimo (Peter Freuchen, W. S. „Woody“ Van Dyke II), 1932/33
- Der Fall Pauloosie Toosuk; Trial at Fortitude Bay (Victor Sarin), 1994.
- Kikkik (Martin Kreelak, Ole Gjerstad, Elisapee Karetak), 2000.
- Atanarjuat – Die Legende vom schnellen Läufer; Atanarjuat – The Fast Runner (Zacharias Kunuk), 2001
- Minik (Axel Engstfeld), 2006.